# Liste der Biografien/Oe
Liste der Biografien |
Portal Biografien |
Personensuche
# |
A |
B |
C |
D |
E |
F |
G |
H |
I |
J |
K |
L |
M |
N |
O |
P |
Q |
R |
S |
T |
U |
V |
W |
X |
Y |
Z |
?
 
Oa |
Ob |
Oc |
Od |
Oe |
Of |
Og |
Oh |
Oi |
Oj |
Ok |
Ol |
Om |
On |
Oo |
Op |
Oq |
Or |
Os |
Ot |
Ou |
Ov |
Ow |
Ox |
Oy |
Oz
Die Liste der Biografien führt alle Personen auf, die in der deutschsprachigen Wikipedia einen Artikel haben. Dieses ist eine Teilliste mit 989 Einträgen von Personen, deren Namen mit den Buchstaben „Oe“ beginnt.

## Oe
- Ōe no Hiromoto (1148–1225), japanischer Hofadliger
- Ōe, Hikari (* 1963), japanischer Komponist
- Ōe, Hikaru (* 1995), japanische Snowboarderin
- Ōe, Hiroshi (1913–1989), japanischer Architekt
- Ōe, Kenzaburō (1935–2023), japanischer SchriftstellerKenzaburō Ōe (1935–2023)

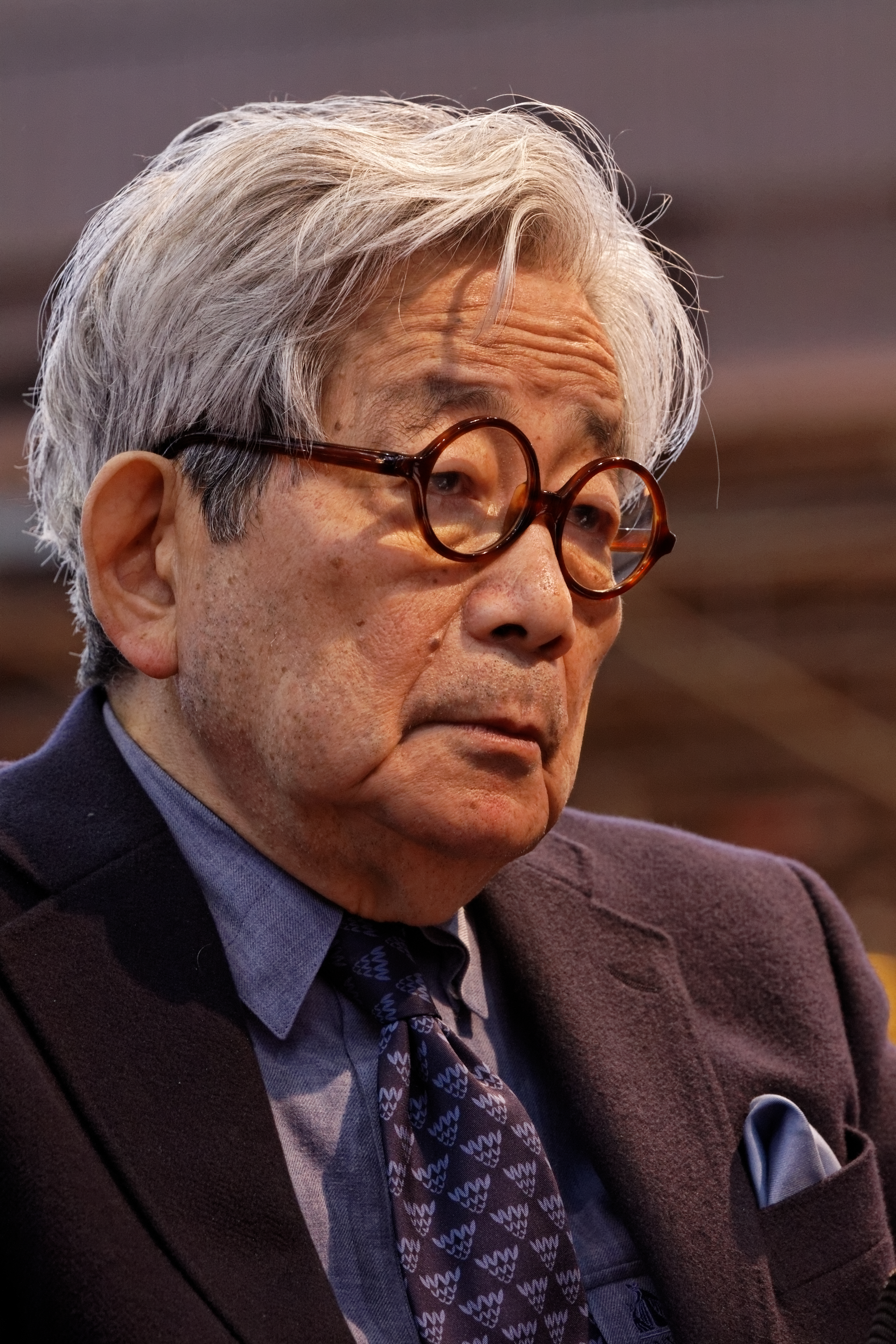
Kenzaburō Ōe (1935–2023)

- Ōe, no Masafusa (1041–1111), japanischer Hofbeamter in der Heian-Zeit
- Ōe, Sueo (1914–1941), japanischer Leichtathlet
- Ōe, Takamasa (* 1981), japanischer Drehbuch- und Theaterstückautor
- Ōe, Taku (1847–1921), japanischer Politiker und Unternehmer
- Ōe, Teruko (* 1969), japanische Marathonläuferin
- Ōe, Yūji (* 1986), japanischer Fußballspieler

### Oeb
- Oebbecke, Janbernd (* 1950), deutscher Rechts- und Verwaltungswissenschaftler
- Oebbeke, Konrad (1853–1932), deutscher Mineraloge
- Oeben, Jean-François (1721–1763), deutscher Ebenist
- Oeben, Simon (1724–1786), deutscher Ebenist
- Oeberst, Aileen, deutsche Psychologin
- Oebsger-Röder, Rudolf (1912–1992), deutscher SS-Obersturmbannführer, Leiter im Reichssicherheitshauptamt, Mitarbeiter des Bundesnachrichtendienstes

### Oec
- Oechel, Hagen (* 1965), deutscher Theaterschauspieler
- Oechelhaeuser, Gisela (* 1944), deutsche KabarettistinGisela Oechelhaeuser (* 1944)

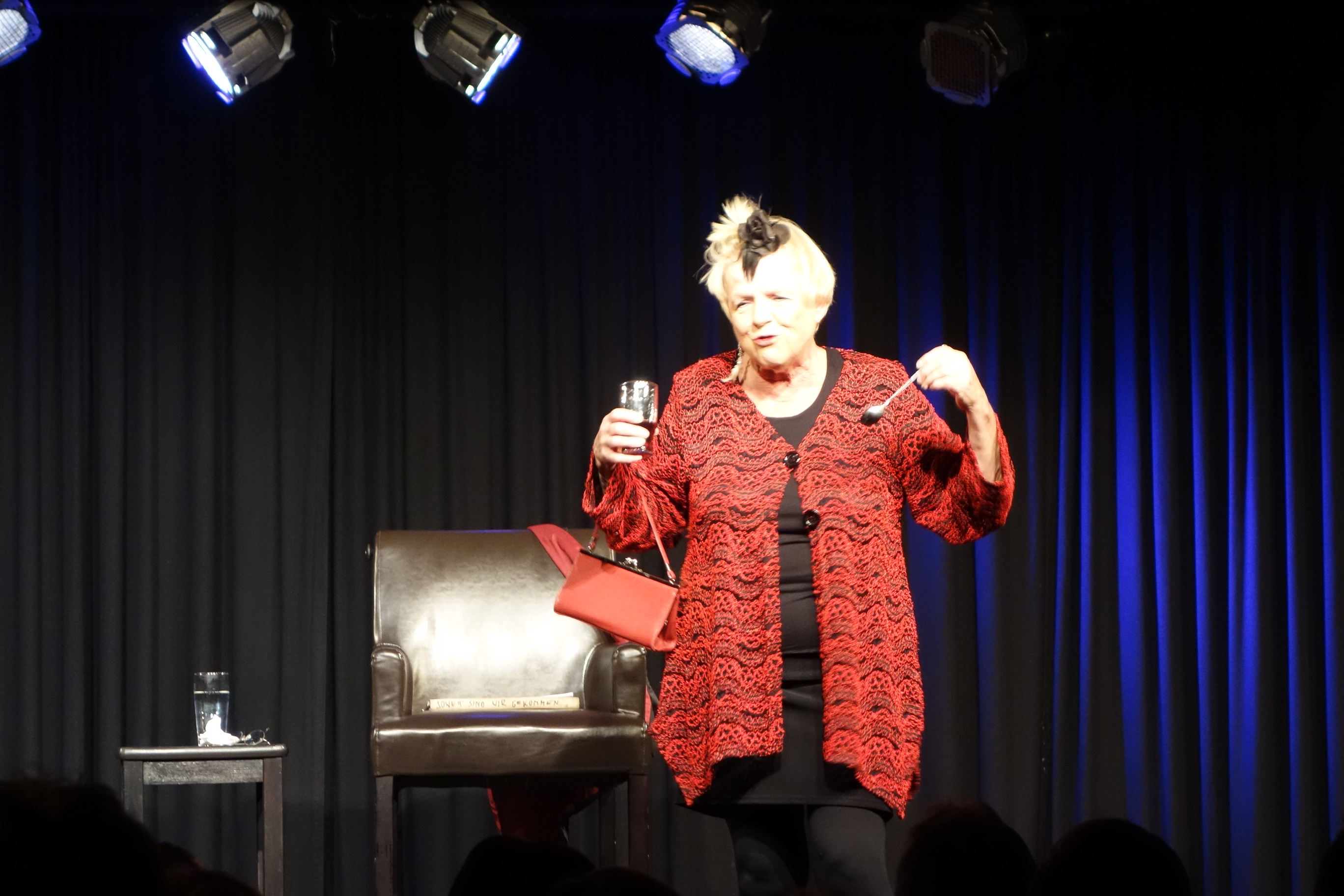
Gisela Oechelhaeuser (* 1944)

- Oechelhäuser, Adolf von (1852–1923), deutscher Kunsthistoriker, Denkmalpfleger, Hochschullehrer
- Oechelhäuser, Johannes (1787–1869), deutscher Unternehmer, Papierfabrikant und Bürgermeister der Stadt Siegen
- Oechelhäuser, Wilhelm (1820–1902), deutscher Wirtschafts-Manager und Politiker (NLP), MdR
- Oechelhäuser, Wilhelm von jun. (1850–1923), deutscher Industrieller
- Oechler, Hans Georg, deutscher Architekt und Stadtplaner
- Oechler, Marc (* 1968), deutscher Fußballspieler
- Oechsle, Caspar (1752–1820), deutscher Reichsprälat, letzter Abt de Reichsabtei Salem
- Oechsle, Dirk, deutscher Musiker
- Oechsle, Ferdinand (1774–1852), deutscher Mechaniker, Goldschmied und Erfinder
- Oechsle, Manfred (1934–2006), deutscher Verwaltungsjurist, Landrat und Oberbürgermeister
- Oechsle, Mechtild (1951–2018), deutsche Soziologin und Hochschullehrerin
- Oechsle, Richard (1898–1986), deutscher Verwaltungsbeamter und Politiker (SPD), MdL, bayerischer Staatsminister
- Oechsle, Siegfried (* 1956), deutscher Musikwissenschaftler
- Oechslein, Rainer (* 1941), deutscher Schachspieler
- Oechsler, Anders (* 1979), dänischer Handballspieler
- Oechsler, Jürgen (* 1963), deutscher Jurist
- Oechsler, Walter A. (1947–2013), deutscher Ökonom, Hochschullehrer
- Oechsli, Wilhelm (1851–1919), Schweizer Historiker
- Oechslin, Arnold (1885–1960), Schweizer Maler, Bildhauer, Zeichner, Grafiker, Bühnenbildner und Kunstpädagoge.
- Oechslin, Heinrich (1913–1985), Schweizer Richter und Politiker (CVP)
- Oechslin, Johann Jakob (1802–1873), Schweizer Bildhauer
- Oechslin, Ludwig (* 1952), italienisch-schweizerischer Uhrenkonstrukteur und Leiter des Uhrenmuseums La Chaux-de-Fonds
- Oechslin, Max (1893–1979), Schweizer Forstingenieur
- Oechslin, Oscar (1889–1960), Schweizer Seilfabrikant
- Oechslin, Stefan (1898–1980), Schweizer Politiker (Katholisch-Konservative)
- Oechslin, Werner (* 1944), Schweizer Architekturhistoriker, Kunsthistoriker, Bibliotheksgründer und AutorWerner Oechslin (* 1944)

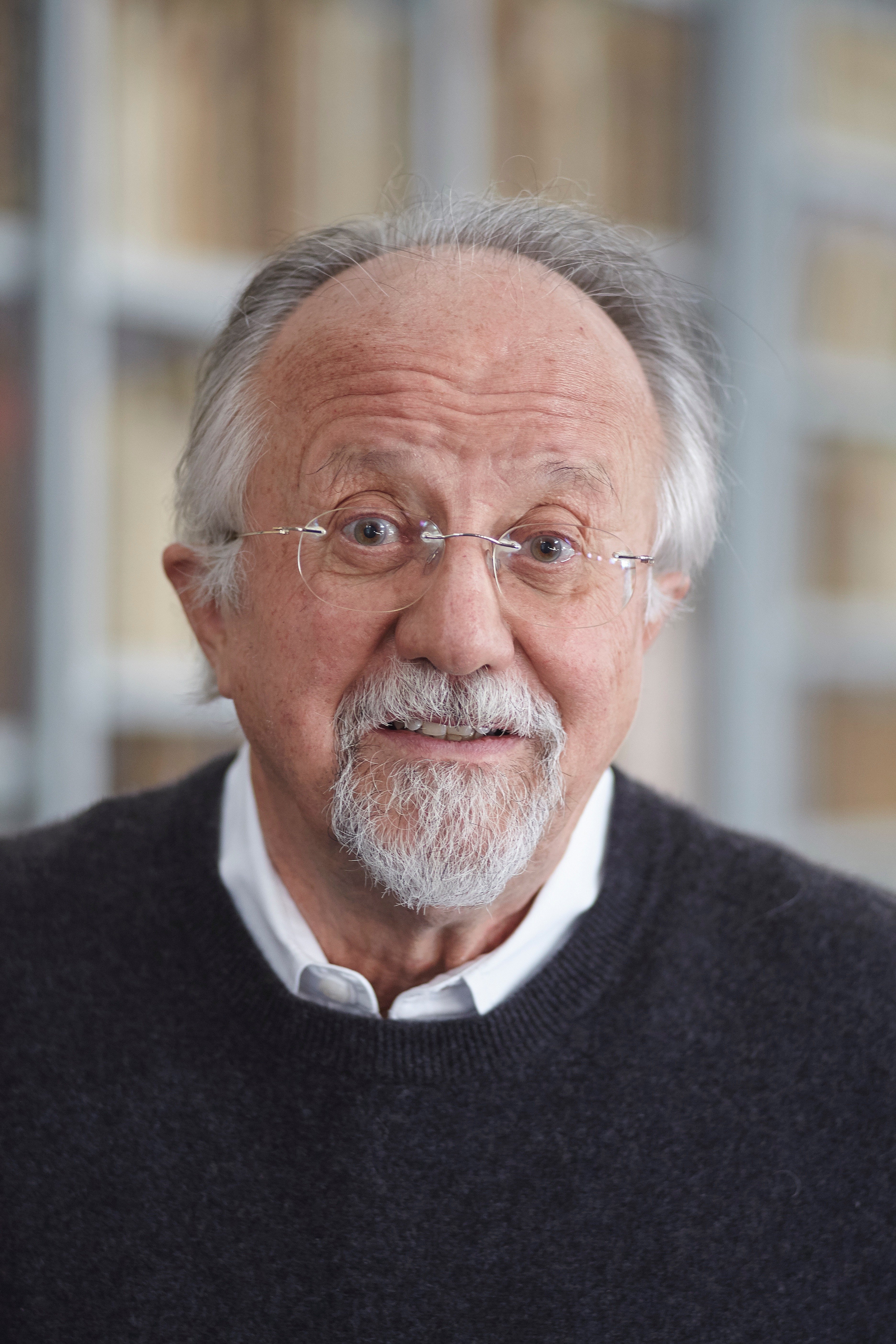
Werner Oechslin (* 1944)

- Oechsner, Friedrich (* 1902), deutscher Volkswirt
- Oechsner, Georg (1822–1895), deutscher Politiker (dtVP), Mainzer Bürgermeister, MdR
- Oechsner, Greta (1885–1959), deutsche Stifterin
- Oechsner, Hans (* 1934), deutscher Physiker und Hochschullehrer
- Oechsner, Mic (* 1956), deutscher Jazzmusiker (Geige, Komposition)
- Oechtering, John Henry (1845–1942), deutsch-US-amerikanischer römisch-katholischer Geistlicher; Generalvikar des Bistums Fort Wayne; Prälat
- Oeckelen, Petrus van (1792–1878), Orgelbauer
- Oeckhl, Jakob († 1754), österreichischer Baumeister des Barock
- Oeckinghaus, Karl Heinrich, deutscher Porträtmaler
- Oeckl, Albert (1909–2001), deutscher PR- und Kommunikationswissenschaftler
- Oeckler, Georg Ludwig (1918–2004), deutscher Arzt und Politiker (SPD), MdL Bayern
- Oeckler, Valentin (1854–1940), deutscher Bildhauer
- Oeconomo, Aristides (1821–1887), österreichischer Maler

### Oed
- Oed, Lisa (* 1999), deutsche Hindernis-, Cross- und Berg- sowie Mittelstrecken-, Langläuferin
- Oedekerk, Steve (* 1961), US-amerikanischer SchauspielerSteve Oedekerk (* 1961)

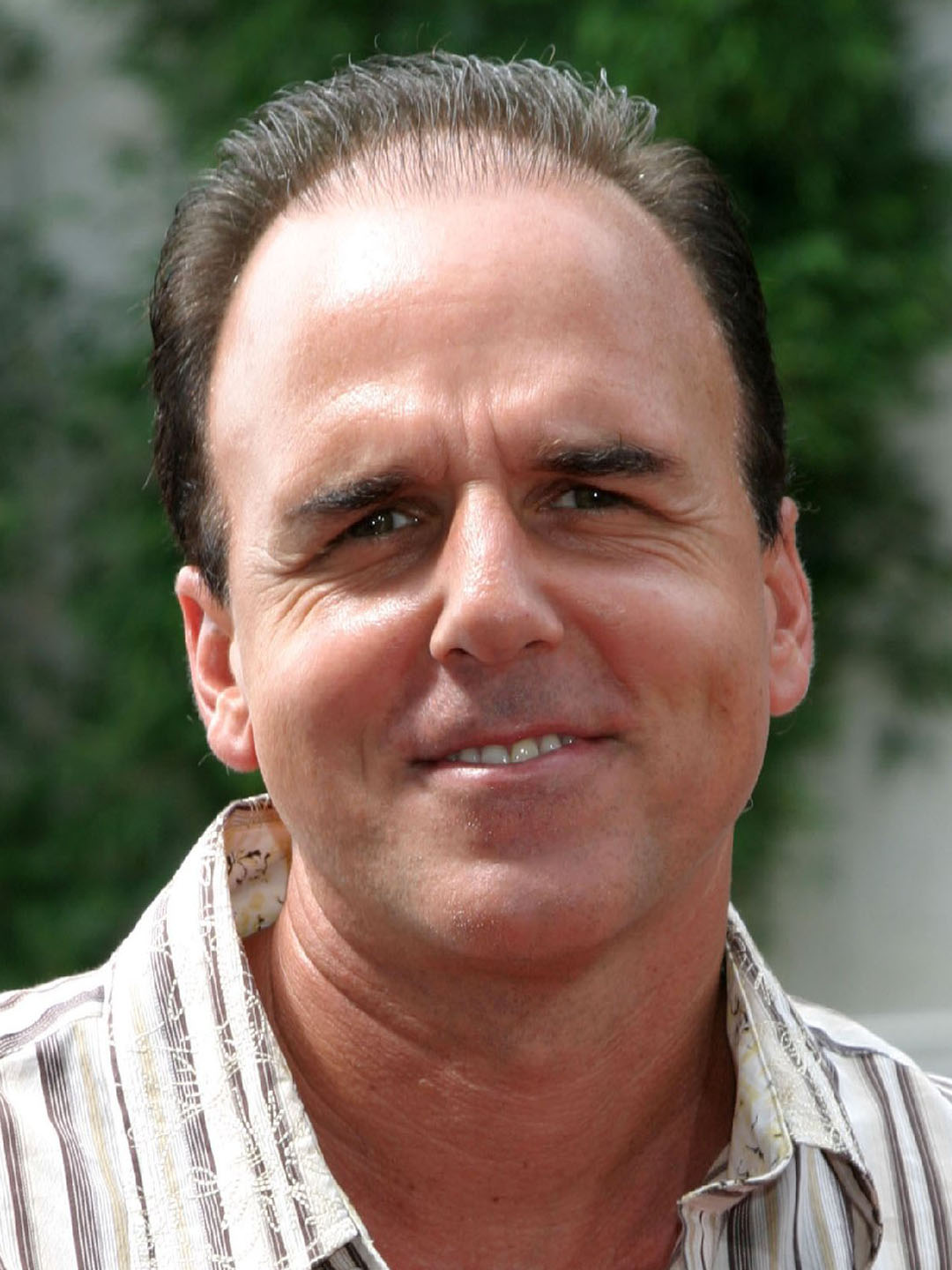
Steve Oedekerk (* 1961)

- Oedemann, Georg Arthur (* 1901), deutscher Schriftsteller
- Oedenkoven, Henri (1875–1935), Begründer der Künstlerkolonie Monte VeritàHenri Oedenkoven (1875–1935)

Henri Oedenkoven (1875–1935)

- Oeder, Georg († 1426), 24. Abt von Stift Lilienfeld
- Oeder, Georg (1846–1931), deutscher Maler
- Oeder, Georg Christian (1728–1791), deutsch-dänischer Botaniker, Arzt und Sozialreformer
- Oeder, Georg Ludwig (1694–1760), deutscher evangelischer Theologe und Philosoph
- Oeder, Georg Wilhelm (1721–1751), deutscher Bibliothekar und Pädagoge
- Oeder, Gustav († 1923), deutscher Arzt und Naturheilkundler
- Oeder, Johann (* 1893), deutscher Verwaltungsbeamter, Landrat in Bayern
- Oeder, Johann Christian (1774–1837), deutscher Kaufmann sowie Beigeordneter Bürgermeister und Präsident der IHK Aachen
- Oeder, Johann Ludwig (1722–1776), deutscher Pädagoge und Hofrat
- Oeder, Matthias († 1614), kursächsischer Markscheider und Landvermesser
- Oederlin, Friedrich Traugott (1836–1929), Schweizer Unternehmer und Philanthrop
- Oediger, Friedrich Wilhelm (1907–1993), deutscher Archivar und Historiker
- Oediger, Heinrich (1865–1938), deutscher Architekt
- Oeding, Christoph (1958–2019), deutscher Jazzmusiker (Gitarre)
- Oeding, Ernst August (1896–1976), deutscher Druckereibesitzer und Verleger
- Oeding, Philipp Wilhelm (1697–1781), deutscher Maler und Miniaturist
- Oedtl, Christian Alexander († 1737), österreichischer Architekt und Baumeister des Barock

### Oef
- Oefele, Andreas Felix von (1706–1780), deutscher Historiker und Bibliothekar
- Oefele, Edmund von (1843–1902), deutscher Historiker und bayerischer Staatsbeamter
- Oefele, Franz Ignaz (1721–1797), deutscher Maler, Radierer und Miniaturmaler
- Oefele, Josef (* 1961), deutscher Langstreckenläufer
- Oefelein, Christof (* 1970), deutscher Kameramann
- Oefelein, Rainer (1935–2011), deutscher Architekt und Hochschullehrer
- Oefelein, William (* 1965), US-amerikanischer Astronaut
- Oeffinger, Leoni Kristin (* 1983), deutsche Sängerin, Musicaldarstellerin und Synchronsprecherin
- Oeffinger, Marieke (* 1979), deutsche Theater- und Filmschauspielerin, Moderatorin und SynchronsprecherinMarieke Oeffinger (* 1979)

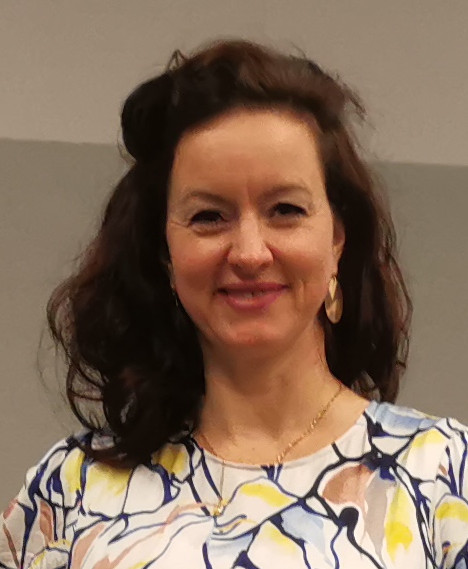
Marieke Oeffinger (* 1979)

- Oeffler, Hans Joachim (1930–2005), deutscher evangelischer Pfarrer und Autor
- Oeffner, Ludwig (1773–1839), nassauischer Politiker
- Oefner, Claus (1938–2017), deutscher Musikwissenschaftler
- Oeftering, Clemens (1914–2004), deutscher Geistlicher, Pfarrer und Ehrenbürger von Heustreu
- Oeftering, Heinz Maria (1903–2004), deutscher Manager und Präsident des BundesrechnungshofsHeinz Maria Oeftering (1903–2004)

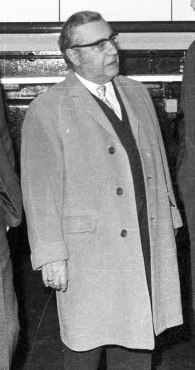
Heinz Maria Oeftering (1903–2004)

- Oeftering, Tonio, deutscher Politikdidaktiker
- Oeftering, Wilhelm Engelbert (1879–1940), deutscher Bibliothekar, Historiker und Literaturwissenschaftler
- Oeftger, Hans (* 1999), deutscher Fußballspieler

### Oeg
- Oegema, Bart (1983–2011), niederländischer Radrennfahrer
- Oegg, Friedrich (1870–1959), deutscher Reichsgerichtsrat
- Oegg, Johann Georg (1703–1782), fürstbischöflicher Hofschlosser und Kunstschmied
- Oegg, Joseph Anton (1762–1817), deutscher Archivar und Historiker
- Oeggerli, Martin (* 1974), Schweizer Molekularbiologe und Wissenschaftsfotograf
- Oeggerli, Sylvia (* 1939), Schweizer Kunstmalerin und Grafikerin
- Oeggl, Georg (1900–1954), österreichischer Theaterschauspieler und Opernsänger (Bariton)
- Oeggl, Klaus (* 1955), österreichischer Biologe

### Oeh
- Oehem, Gallus († 1521), Mönch und Chronist des Klosters Reichenau
- Oehen, Valentin (1931–2022), Schweizer Politiker (SD)
- Oehl, Erwin (1907–1988), deutscher Maler
- Oehl, Eusebio (1827–1903), italienischer Physiologe und Histologe
- Oehl, Fabian (* 1989), deutscher Schauspieler
- Oehl, Lennard (* 1993), deutscher Politiker (SPD), MdB
- Oehl, Matti (* 1990), deutscher Jazzmusiker (Altsaxophon, Komposition)
- Oehl, Maximilian (* 1988), deutscher Jurist und Sozialunternehmer
- Oehl, Wilhelm (1904–1991), deutscher Mathematikdidaktiker und Hochschullehrer
- Oehle, Robert (* 1988), deutscher Basketballspieler
- Oehlecker, Franz (1874–1957), deutscher Chirurg in Hamburg
- Oehlen, Adolf (1914–1972), deutscher Illustrator und Karikaturist
- Oehlen, Albert (* 1954), deutscher Künstler (Malerei, Objekte, Installationen, Musik)
- Oehlen, Markus (* 1956), deutscher Künstler
- Oehlenschlæger, Andrea Lykke (* 1997), dänische Sängerin und Musicaldarstellerin
- Oehlenschläger, Adam (1779–1850), dänischer Nationaldichter der RomantikAdam Oehlenschläger (1779–1850)

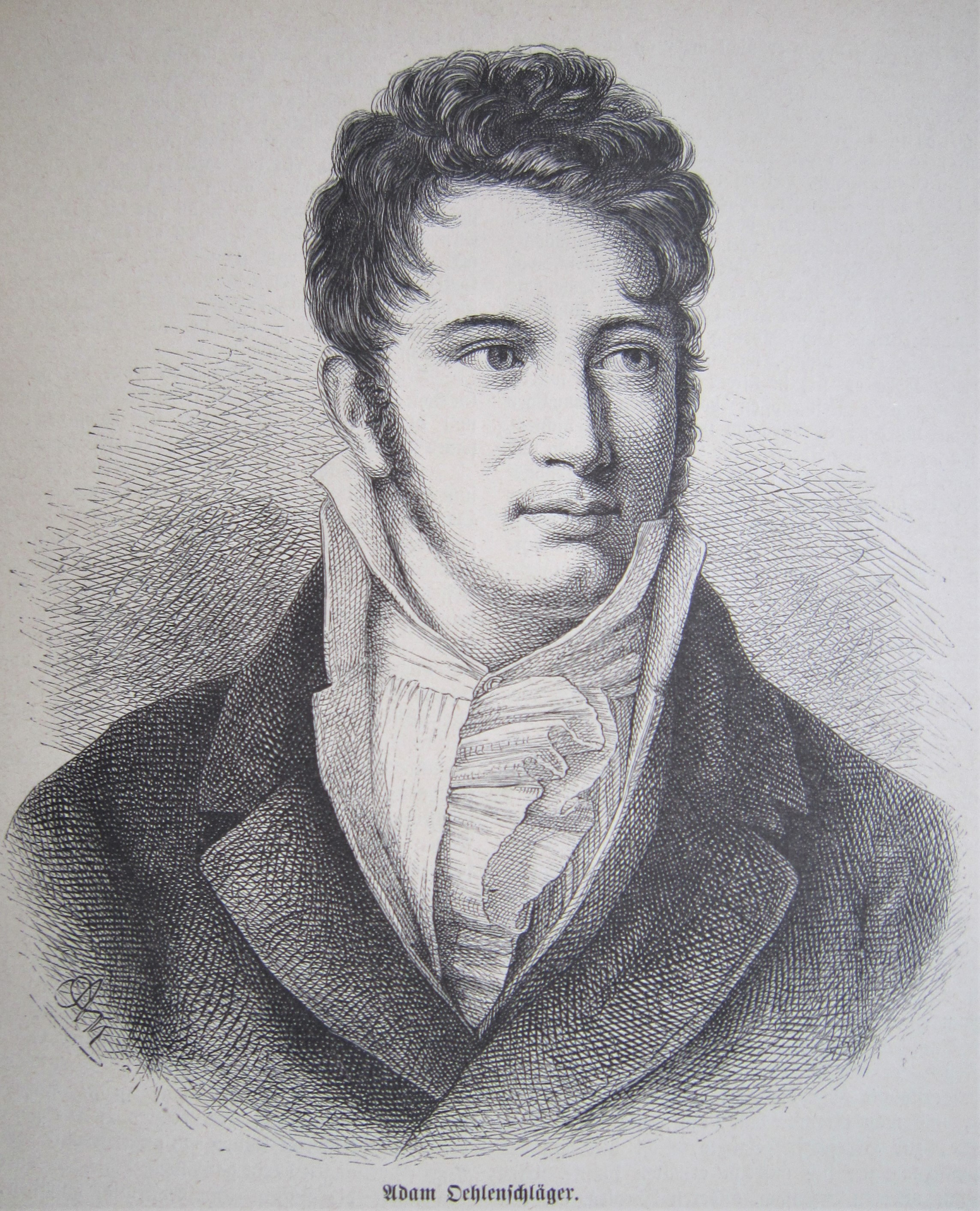
Adam Oehlenschläger (1779–1850)

- Oehlenschläger, Hans-Jürgen (1943–2002), deutscher Fußballspieler
- Oehler, Adalbert (1860–1943), deutscher Bürgermeister und Hochschullehrer
- Oehler, Alfred (1852–1900), Schweizer Maschineningenieur und Unternehmer
- Oehler, Alfred (1883–1974), schweizerischer Industrieller
- Oehler, Andreas (* 1960), deutscher Wirtschaftswissenschaftler und Professor für Betriebswirtschaft
- Oehler, Anna (1882–1951), Schweizer Gründerin, Schriftstellerin und Lyrikerin
- Oehler, August (1881–1920), österreichischer Philologe und Autor
- Oehler, Bernd (* 1960), deutscher evangelischer Pfarrer und Bürgerrechtler
- Oehler, Christian (1909–1986), deutscher Maler, Zeichner, Lithograph, Holzschneider und Glasmaler
- Oehler, Christiane (* 1961), deutsche Juristin, Richterin am Bundesgerichtshof
- Oehler, Dietrich (1915–2005), deutscher Rechtswissenschaftler
- Oehler, Edgar (1942–2025), Schweizer Unternehmer und Politiker (CVP)
- Oehler, Eduard (1837–1909), deutsch-Schweizer Unternehmer und Mäzen in Offenbach am Main
- Oehler, Frank (* 1964), deutscher (Fernseh-)KochFrank Oehler (* 1964)

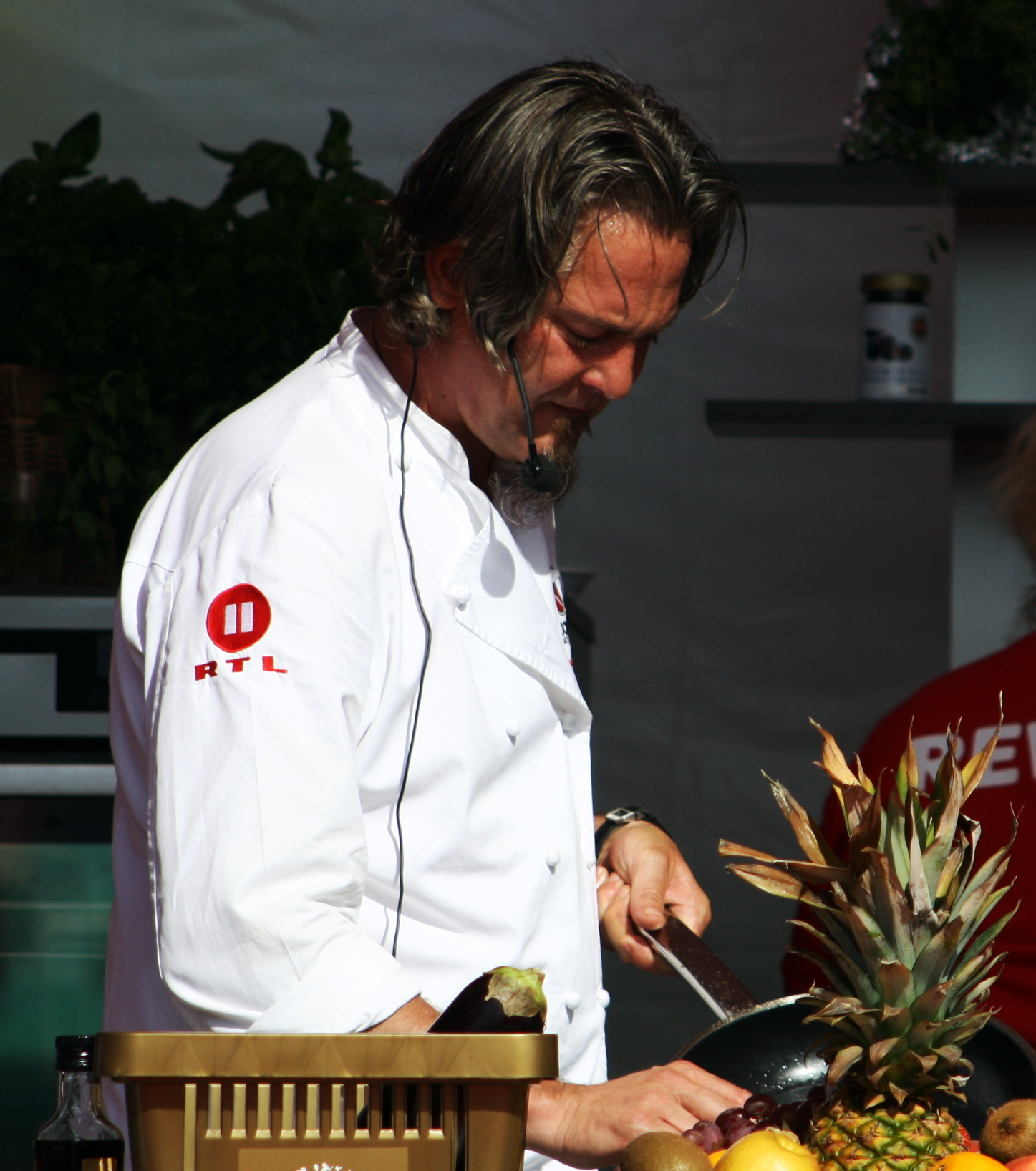
Frank Oehler (* 1964)

- Oehler, Friedrich Karl (1844–1910), deutscher evangelischer Theologe
- Oehler, Gustav Friedrich (1812–1872), deutscher Theologe und Hochschullehrer
- Oehler, Hans (1888–1967), Schweizer Publizist, Verleger und Sympathisant des Nationalsozialismus
- Oehler, Hans-Jürgen (* 1955), deutscher Fußballspieler
- Oehler, Heinz (1920–1973), deutscher Gewerkschafter (FDGB), Vorsitzender IG Druck und Papier, Direktor der Gewerkschaftshochschule „Fritz Heckert“
- Oehler, Henry (1916–1991), US-amerikanischer Handballspieler
- Oehler, Jochen (1942–2017), deutscher Verhaltens- und Neurobiologe
- Oehler, Johann (1857–1921), österreichischer Gymnasiallehrer und Epigraphiker
- Oehler, Karin (1950–2020), deutsche Jazzsängerin
- Oehler, Karl (1923–2021), deutscher Fußballspieler
- Oehler, Karl Gottlieb Reinhard (1797–1874), deutsch-schweizerischer Unternehmer
- Oehler, Karl Josef (1889–1917), deutscher Pilot
- Oehler, Klaus (1928–2020), deutscher Philosoph
- Oehler, Kurt Theodor (* 1942), Schweizer Autor
- Oehler, Max (1875–1946), deutscher Offizier und Archivar
- Oehler, Max (1881–1943), Thüringer Kunstmaler
- Oehler, Max (* 2001), deutscher Handballspieler
- Oehler, Oskar (1858–1936), deutscher Klarinettist und Musikinstrumentenbauer
- Oehler, Otto (1913–1941), US-amerikanischer Handballspieler
- Oehler, Raimund (1852–1935), deutscher Althistoriker und Lehrer
- Oehler, Regina (* 1953), deutsche Neurobiologin und Wissenschaftsjournalistin
- Oehler, Richard (1878–1948), deutscher Bibliothekar und Friedrich-Nietzsche-Herausgeber
- Oehler, Walter (1898–1985), deutscher Klempnermeister
- Oehler, Walther (1888–1968), deutscher Konteradmiral
- Oehler, Wilhelm (1877–1966), evangelischer Theologe, Missionar und Pfarrer
- Oehler-Heimerdinger, Elisabeth (1884–1955), deutsche Missionarin und Schriftstellerin
- Oehlerking, Jürgen (* 1947), deutscher Verwaltungsjurist
- Oehlert, Günter (1923–2013), deutscher Gynäkologe und Geburtshelfer
- Oehlhey, Hans Rudolf (1902–1952), deutscher Zahnarzt, Pflanzengeograph und Vertreter des Monismus
- Oehlke, Alfred (1862–1932), deutscher Journalist und Zeitungsverleger
- Oehlke, Horst (1924–2001), deutscher Flottillenadmiral der Deutschen Marine
- Oehlke, Horst (1931–2010), deutscher Designer und Designtheoretiker
- Oehlke, Joachim (1936–2022), deutscher Hymenopterologe
- Oehlke, Waldemar (1879–1949), deutscher Germanist und Literaturhistoriker
- Oehlke, Waltraut (1929–2015), deutsche Gebrauchsgrafikerin
- Oehlkers, Friedrich (1890–1971), deutscher Botaniker
- Oehlkers, Paul (1862–1922), deutscher evangelischer Theologe, Pastor und Seemannspastor sowie Vorsteher des Stephansstiftes
- Oehlmann, Cornelia (* 1974), deutsches Fotomodell sowie Schönheitskönigin
- Oehlmann, Kurt (1886–1948), deutscher Generalstabsarzt
- Oehlmann, Matthias, deutscher Basketballschiedsrichter
- Oehlmann, Werner (1901–1985), deutscher Musikkritiker und Autor
- Oehlrich, Constanze (* 1975), deutsche Politikerin (Bündnis 90/Die Grünen), MdL
- Oehlrich, Georg (1792–1870), hannoverscher Politiker und Verwaltungsbeamter
- Oehlschlaeger, Werner (1928–2008), deutscher Silberschmied
- Oehlschlägel, Herbert, deutscher Fußballspieler
- Oehlschlägel, Jan Lohelius (1724–1788), römisch-katholischer Priester und Prämonstratenser, Organist und Komponist an der Schwelle zwischen Barock und Klassik
- Oehlschlägel, Reinhard (1936–2014), deutscher Rundfunkredakteur und Musikpublizist
- Oehlschläger, Christian (* 1954), deutscher Schriftsteller und Förster
- Oehlschläger, Mario (1895–1978), deutscher Maler
- Oehlschläger, Otto von (1831–1904), deutscher Jurist, Präsident des Reichsgerichts
- Oehlschläger, Werner (1904–1980), deutscher Schauspieler, Kabarettist und Regisseur
- Oehm, Dieter (* 1947), deutscher Bildhauer und Maler
- Oehm, Erhard (1936–2022), deutscher ADAC-Funktionär
- Oehm, Margarete (1898–1978), deutsche Malerin, Ehefrau des Malers Willi Baumeister
- Oehm, Richard (1909–1975), deutscher Fußballspieler
- Oehm, Wilhelm Christian Friedrich (1818–1901), deutscher Kaufmann und Politiker, MdL
- Oehm, Yvonne (* 1977), deutsche Fußballspielerin
- Oehm-Rudert, Gertrude (1939–2022), deutsche Bildhauerin
- Oehmann, Richard (* 1967), deutscher Autor, Musiker, Puppenspieler und Filmkritiker
- Oehmb, Carl (1653–1706), deutscher Mediziner
- Oehmbs, Anton (1735–1809), deutscher katholischer Theologe und Hochschullehrer
- Oehme, Adam Gottfried (1719–1789), deutscher Orgelbauer in Sachsen
- Oehme, Arthur (1885–1965), deutscher Maler, Zeichner, Illustrator und Porzellanmaler
- Oehme, Carl Gustav (1817–1881), deutscher Porträtfotograf (Daguerreotypist) und Mechaniker (Apparatebauer)
- Oehme, Christian Gotthilf Immanuel (1759–1832), deutscher Maler und akademischer Zeichenlehrer
- Oehme, Curt (1883–1963), deutscher Internist und Hochschullehrer
- Oehme, Dorothea, Germanistin und Verlegerin
- Oehme, Erich (1889–1970), deutscher Bildhauer
- Oehme, Ernst Ferdinand (1797–1855), deutscher Maler der RomantikErnst Ferdinand Oehme (1797–1855)

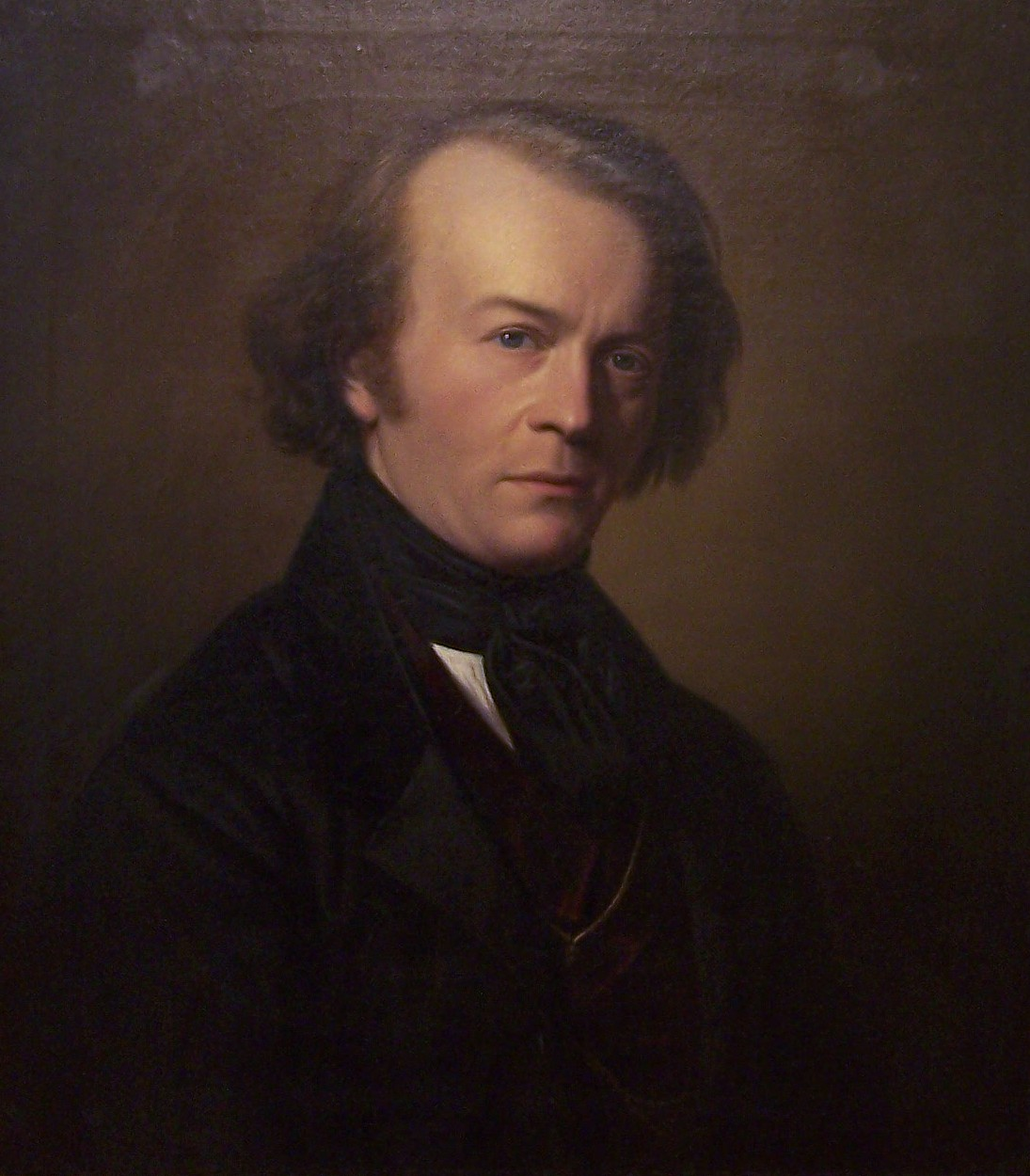
Ernst Ferdinand Oehme (1797–1855)

- Oehme, Erwin (1831–1907), deutscher Maler
- Oehme, Felix (* 1981), deutscher Segelsportler
- Oehme, Ferdinand (1801–1871), sächsischer Landwirt und Politiker
- Oehme, Franziska (* 1944), deutsche Schauspielerin
- Oehme, Georg Egmont (1890–1955), deutscher Maler und Kunstlehrer
- Oehme, Günther (* 1938), deutscher Chemiker
- Oehme, Hanns (1899–1944), deutscher Maler und Kakteenkenner
- Oehme, Harald (* 1953), deutscher Eisschnellläufer
- Oehme, Hugo (1873–1952), deutscher Maler und Grafiker
- Oehme, Karin (* 1946), deutsche Schauspielerin
- Oehme, Mario (* 1964), deutscher Bogenschütze
- Oehme, Matthias (* 1954), deutscher Verleger und Leiter der Eulenspiegel Verlagsgruppe
- Oehme, Peter (1920–2001), deutscher Schauspieler
- Oehme, Peter (* 1937), deutscher Pharmakologe und Direktor des Instituts für Wirkstofforschung der Akademie der Wissenschaften der DDR (1976–1991)
- Oehme, Philipp (* 1981), deutscher Schauspieler und Sänger
- Oehme, Ralph (* 1954), deutscher Theater- und Hörspielautor, Librettist und Schauspielpädagoge
- Oehme, Reinhard (1928–2010), deutsch-US-amerikanischer theoretischer Physiker
- Oehme, Roland (1935–2022), deutscher Regisseur und Drehbuchautor
- Oehme, Ruthardt (1901–1987), deutscher Geograph, Kartograph und Bibliothekar
- Oehme, Siegfried (* 1900), deutscher Parteifunktionär (NSDAP)
- Oehme, Thomas (* 1970), deutscher Handballspieler und -trainer
- Oehme, Ulrich (* 1960), deutscher Politiker (AfD), MdBUlrich Oehme (* 1960)

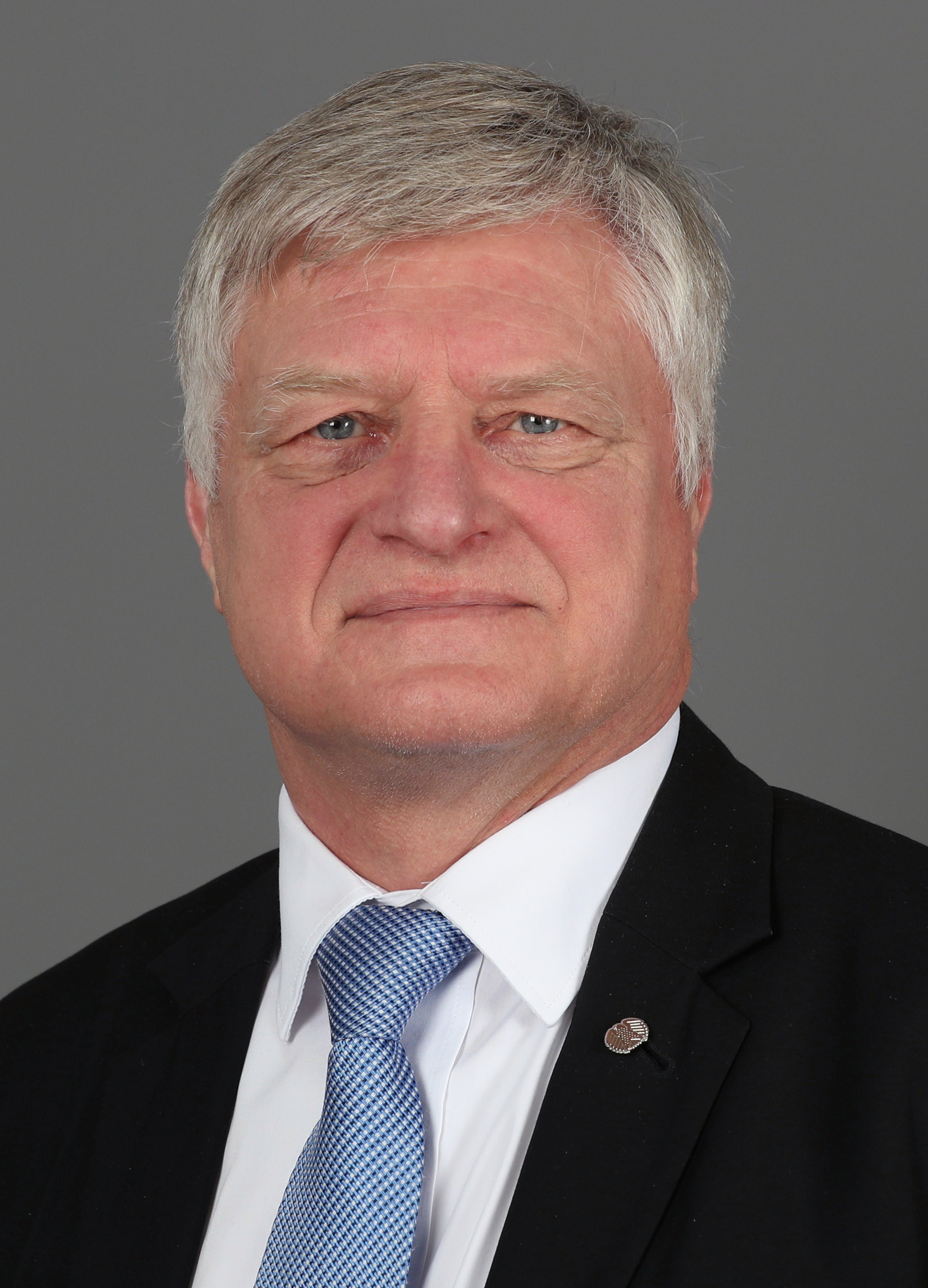
Ulrich Oehme (* 1960)

- Oehme, Walter (1892–1969), deutscher Journalist und Politiker
- Oehme, Wolfgang (1930–2011), deutscher Gartenarchitekt
- Oehme-Förster, Elsa (1899–1987), amerikanisch-deutsche Opernsängerin (Sopran) und Filmschauspielerin
- Oehmen, Bettina (* 1959), deutsche Schriftstellerin, Liedermacherin, Gitarristin
- Œhmichen, Étienne (1884–1955), französischer Ingenieur und Hubschrauberkonstrukteur
- Oehmichen, Herbert (1915–1990), US-amerikanischer Handballspieler
- Oehmichen, Hermann (1899–1987), deutscher Offizier der Wehrmacht
- Oehmichen, Hugo (1843–1932), deutscher Maler
- Oehmichen, Jonas (* 2004), deutscher FußballspielerJonas Oehmichen (* 2004)

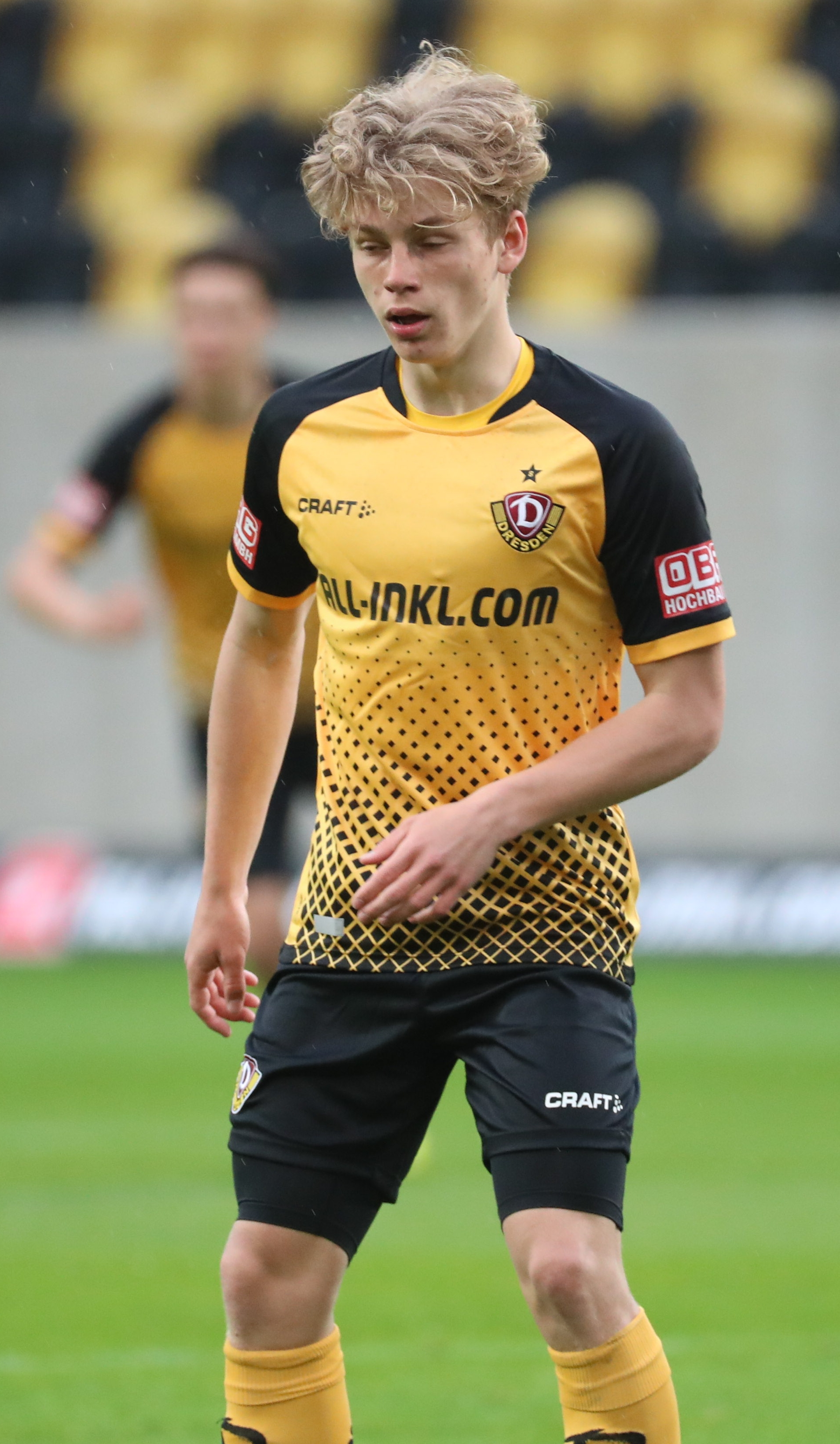
Jonas Oehmichen (* 2004)

- Oehmichen, Manfred (1910–2002), deutscher Maschinenbauingenieur und Hochschullehrer
- Oehmichen, Rose (1901–1985), deutsche Schauspielerin und Mitgründerin der Augsburger Puppenkiste
- Oehmichen, Traugott († 1862), sächsischer Landwirt und Politiker
- Oehmichen, Walter (1901–1977), deutscher Schauspieler und Regisseur
- Oehmichen, Wilhelm (1808–1884), deutscher Rittergutsbesitzer und Politiker, MdR, MdL (Königreich Sachsen)
- Oehmichen, Wilhelm Ehregott († 1851), sächsischer Politiker
- Oehmichen, Wolfgang (1923–2014), deutscher Pathologe
- Oehmig, Bernd (* 1950), deutscher Botaniker
- Oehmig, Felix (* 1966), deutscher Fußballspieler und -trainer
- Oehmig, Franz Ludwig (1829–1902), deutscher Unternehmer und konservativer Politiker, MdL (Königreich Sachsen)
- Oehmigen, Elsa (1908–1995), deutsche Straßenmusikerin
- Oehmigen, Gerhard (* 1934), deutscher Sporthistoriker
- Oehmke, Paul (1867–1943), deutscher Tierarzt
- Oehmke, Philipp (* 1974), deutscher Journalist und Autor
- Oehms, Angelika (1949–1986), deutsche Künstlerin
- Oehms, Wolfgang (1932–1993), deutscher Organist
- Oehninger, Remo (* 1988), Schweizer Eishockeytorhüter
- Oehrens, Holger (1942–1996), deutscher Journalist
- Oehri, Donath (* 1959), liechtensteinischer Politiker (VU)
- Oehri, Egon (* 1940), Liechtensteiner Mittelstreckenläufer
- Oehri, Josef (1918–1990), liechtensteinischer Politiker (FBP)
- Oehri, Judith (* 1968), liechtensteinische Politikerin
- Oehri, Ralf (* 1976), liechtensteinischer Fussballspieler
- Oehri, Yves (* 1987), liechtensteinischer Fussballspieler
- Oehring, Helmut (* 1961), deutscher Komponist
- Oehring, Julia (* 1968), deutsche Filmeditorin
- Oehring, Otto (1892–1945), deutscher Kommunist (KPD/KPO) und Widerstandskämpfer
- Oehring, Richard (1891–1940), deutscher Publizist und Schriftsteller
- Oehrl, Sigmund (* 1979), deutscher Archäologe
- Oehrl, Torsten (* 1986), deutscher FußballspielerTorsten Oehrl (* 1986)

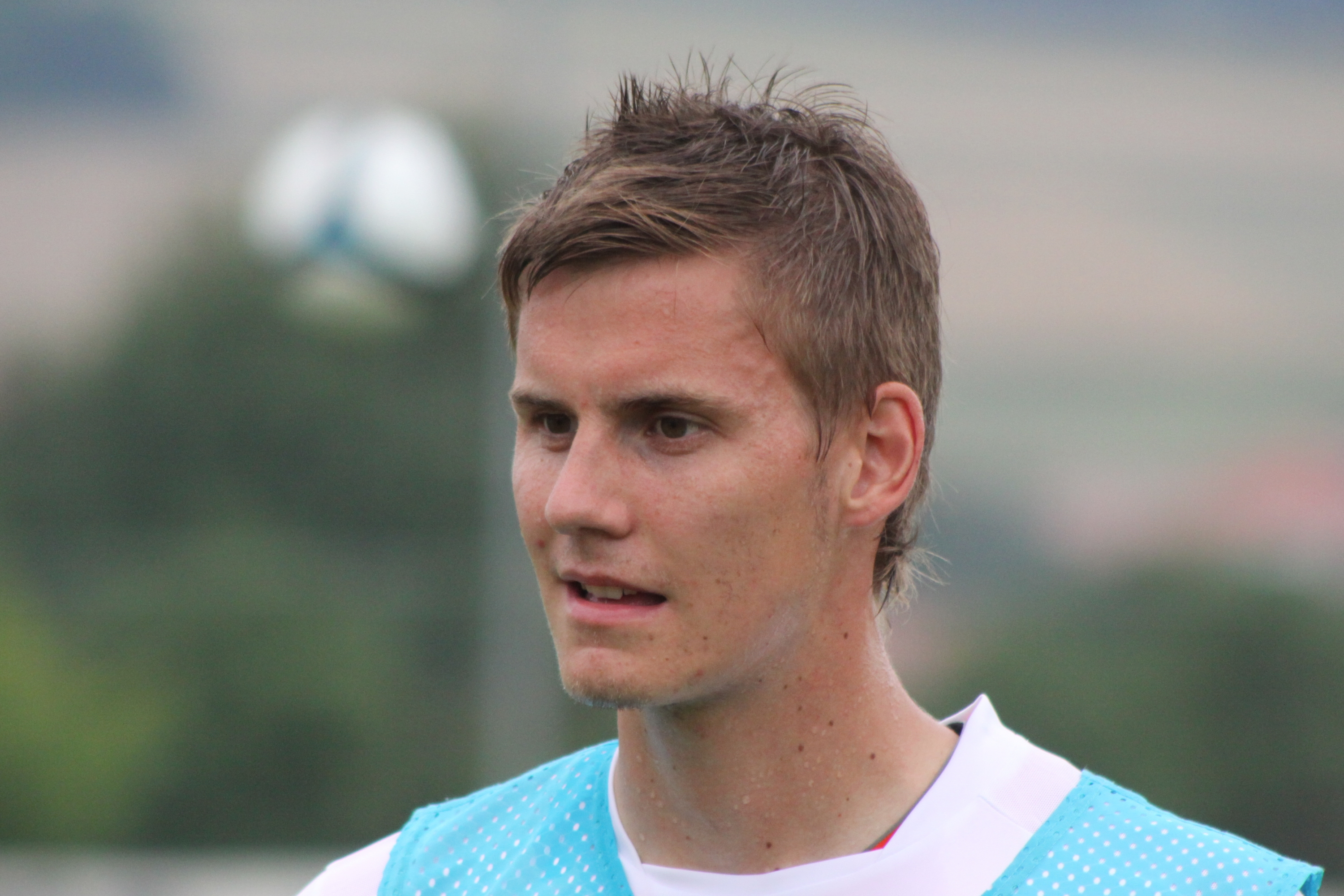
Torsten Oehrl (* 1986)

- Oehrlein, Alfred (* 1958), deutscher Fußballspieler
- Oehrli, Gustav (* 1962), Schweizer Skirennfahrer
- Oehrli, Jennifer (* 1989), Schweizer Fussballspielerin
- Oehrli, Simone (* 1989), Schweizer Telemarkerin
- Oehrn, Victor (1907–1997), deutscher Marine-Offizier
- Oehry, Daniel (* 1971), liechtensteinischer Politiker (FBP)
- Oehry, Gerry (* 1962), liechtensteinischer Fussballspieler
- Oehry, Martin (* 1964), liechtensteinischer Fussballspieler
- Oehry, Walter (1926–2014), liechtensteinischer Politiker (VU)
- Oehy, Alfons (1926–1977), Schweizer Schwimmer
- Oehy, Ursula (* 1965), Schweizer Orientierungsläuferin

### Oei
- Oei Tiong Ham (1866–1924), indonesischer Unternehmer und zu seiner Zeit reichster Mann Südostasiens
- Oei Tjie-sien (1835–1909), chinesischer Unternehmer
- Oei, Bernd (* 1966), deutscher Philosoph und Autor
- Oeing, Thorolf (* 1943), deutscher Politiker (CDU, REP), MdBB
- Oeing-Hanhoff, Ludger (1923–1986), deutscher Philosoph

### Oek
- Oeken, Friedrich-Wilhelm (1923–2013), deutscher Arzt und Hochschullehrer
- Oekolampad, Johannes (1482–1531), Schweizer Theologe, Humanist und Reformator von BaselJohannes Oekolampad (1482–1531)

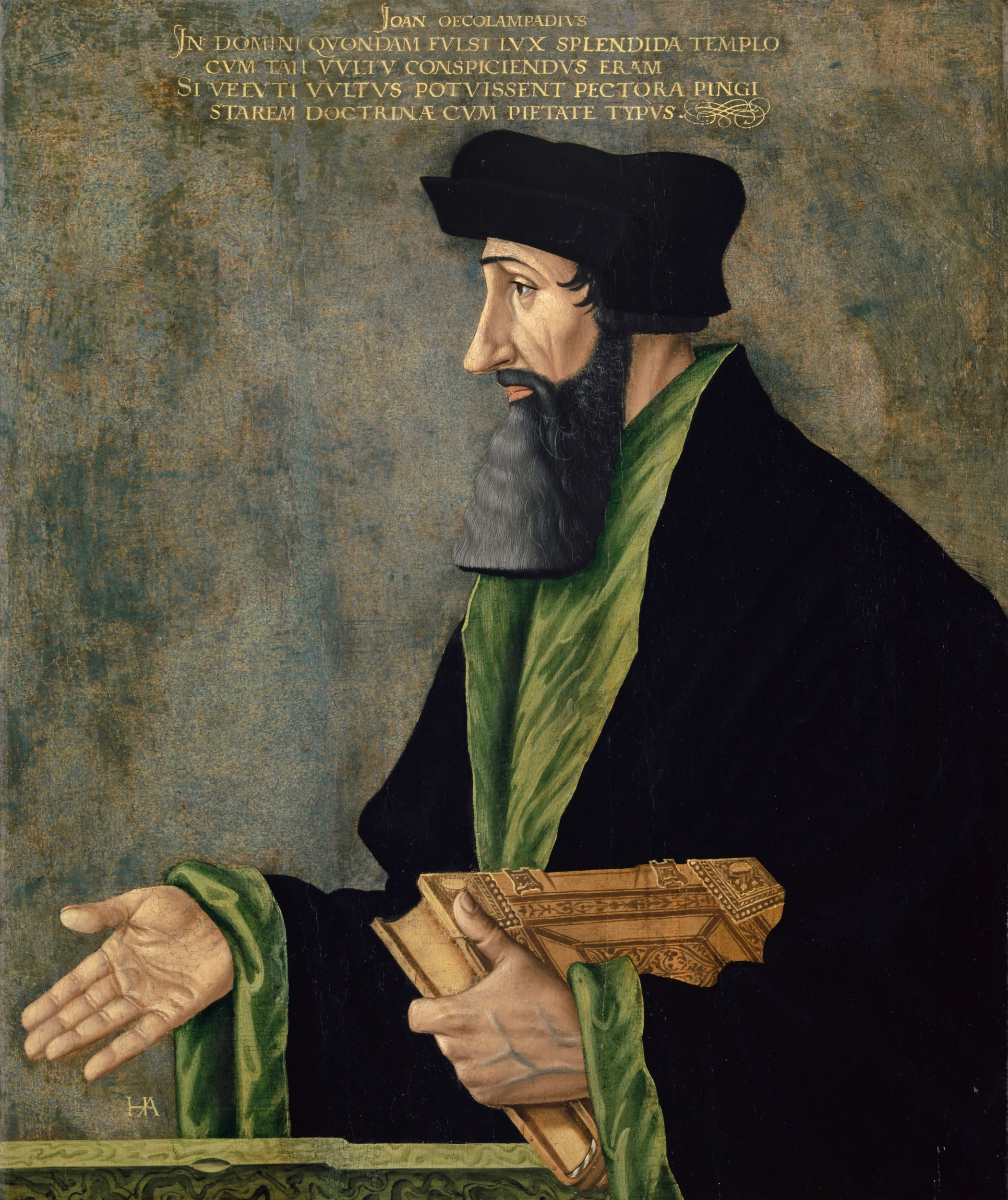
Johannes Oekolampad (1482–1531)

### Oel
- Oel, Heribert (1925–2006), deutscher Materialwissenschaftler
- Oel, Ilse (1932–2004), deutsche Politikerin (CDU), MdL
- Oelbeck, Jürgen (* 1971), deutscher Fußballspieler
- Oelbermann, Emil (1833–1897), deutscher Unternehmer
- Oelbermann, Hugo (1832–1898), deutscher Dichter und Buchhändler
- Oelbermann, Laura von (1846–1929), deutsche Mäzenin und Stifterin
- Oelbermann, Reinhard (1955–2019), deutscher Buchhändler und Politiker (CDU), MdL
- Oelbermann, Robert (1896–1941), deutscher Wandervogelführer
- Oelckers, Hernán (1925–2008), chilenischer Skirennläufer
- Oelckers, Theodor (1816–1869), deutscher Schriftsteller, Übersetzer und Revolutionär 1848/49
- Oelde, Ambrosius von († 1705), deutscher Kapuziner, Architekt
- Oeldemann, Johannes (* 1964), deutscher katholischer Theologe
- Oeldenberger, Otto (1911–1979), deutscher Fußballspieler
- Oelek, Sambal (* 1945), Schweizer Comiczeichner, Architekt, Schriftsteller und Illustrator
- Oelemann, Carl (1886–1960), deutscher Arzt und Präsident der Bundesärztekammer (1947–1949)
- Oelemann, Christian (* 1958), deutscher Schriftsteller
- Oelenhainz, August Friedrich (1745–1804), deutscher Maler
- Oelenheinz, Leopold (1871–1937), deutscher Architekt, bildender Künstler und Autor
- Oeler, Harald (* 1977), deutscher Akkordeonist
- Oeler, Moritz (* 1985), deutscher Wasserballspieler
- Oelerich, Heinrich (1877–1953), deutscher Flugzeugkonstrukteur
- Oelert, Hellmut (* 1936), deutscher Arzt und Wissenschaftler
- Oelert, Walter (1942–2024), deutscher Kern-, Elementar- und Teilchenphysiker
- Oelfke, Heinz (* 1934), deutscher Journalist und Schriftsteller
- Oelfken, Tami (1888–1957), deutsche Schriftstellerin und Reformpädagogin
- Oelgardt, Willi (1912–1973), deutscher Fußballtrainer
- Oelhaf, Joachim (1570–1630), deutscher Arzt
- Oelhaf, Peter (1599–1654), deutscher Jurist und Historiker
- Oelhafen von Schöllenbach, Carl Christoph (1709–1785), deutscher Forstwissenschaftler, Naturforscher und Waldamtmann der freien Reichsstadt Nürnberg
- Oelhafen von Schöllenbach, Georg Tobias (1632–1685), Diplomat der Reichsstadt Nürnberg
- Oelhafen von Schöllenbach, Johann Christoph (1574–1631), Diplomat der Reichsstadt Nürnberg
- Oelhafen von Schöllenbach, Tobias (1601–1666), Diplomat der Reichsstadt Nürnberg
- Oelhafen, Nikolaus (1604–1643), deutscher Arzt und Botaniker
- Oelhafen, Otto von (1886–1952), deutscher Offizier, zuletzt SS-Gruppenführer und Generalleutnant der Polizei im Zweiten Weltkrieg
- Oelhoffen, David (* 1968), französischer Regisseur und Drehbuchautor
- Oeljeklaus, Katja (* 1971), deutsche Tennisspielerin
- Oeljeschläger, Bernd (* 1968), deutscher Verleger und Autor
- Oelke, Brigitte, Schweizer Schauspielerin, Sängerin, Tänzerin und Musical-Darstellerin
- Oelke, Eckhard (* 1936), deutscher Geograph
- Oelke, Harry (* 1957), deutscher Kirchenhistoriker
- Oelke, Jürgen (* 1940), deutscher Olympiasieger im Rudern
- Oelke, Uta (* 1957), deutsche Pflegewissenschaftlerin und Hochschullehrerin
- Oelker, Petra (* 1947), deutsche Journalistin und Schriftstellerin
- Oelker, Tina (* 1973), deutsche Künstlerin
- Oelkers, Claire (* 1985), deutsche Moderatorin und SchauspielerinClaire Oelkers (* 1985)

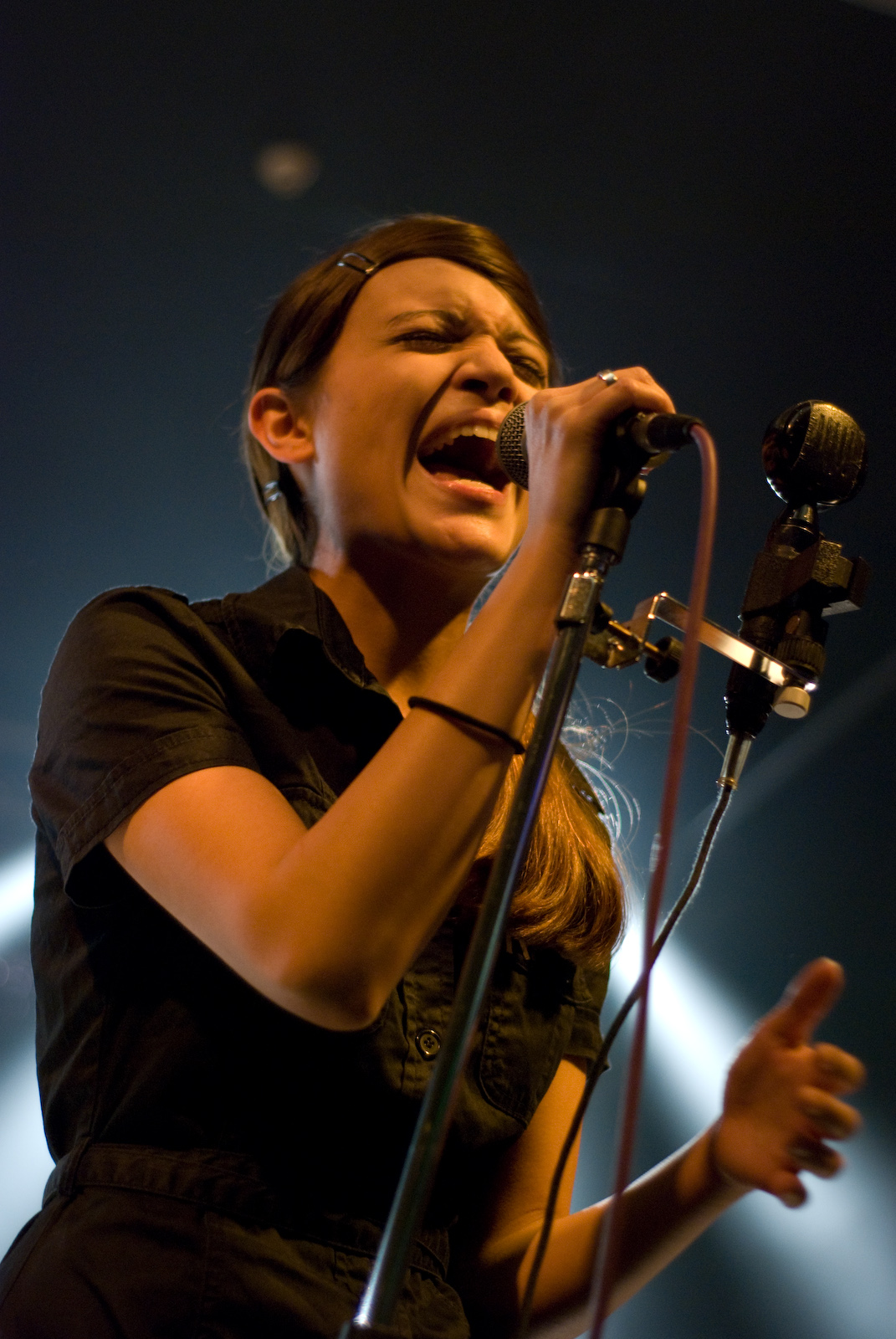
Claire Oelkers (* 1985)

- Oelkers, Johann (1849–1912), deutscher Werftbesitzer
- Oelkers, Julius (1882–1963), deutscher Forstwissenschaftler
- Oelkers, Jürgen (* 1947), deutscher Pädagoge
- Oelkers, Olga (1887–1969), deutsche Florettfechterin
- Oelkers, Victor (1881–1958), deutscher Politiker (DP), MdL
- Oelkers, Wolfgang (* 1936), deutscher Mediziner
- Oelkuch, Michael (* 1973), deutscher Fußballspieler
- Oellacher, Hans (1889–1949), österreichischer Klassischer Philologe
- Oellacher, Josef (1842–1892), österreichischer Mediziner, Embryologe und Histologe
- Oeller, Anna (* 1961), deutsche Filmproduzentin
- Oeller, Florian (* 1979), deutscher Drehbuchautor
- Oeller, Helmut (1922–2016), deutscher Fernsehdirektor
- Oellerich, Otto (1862–1921), deutscher Politiker (SPD), MdL Preußen
- Oellers, Adam C. (* 1949), deutscher Kunsthistoriker und stellvertretender Museumsdirektor
- Oellers, Britta (* 1973), deutsche Politikerin (CDU), MdL
- Oellers, Edith (* 1957), deutsche Malerin
- Oellers, Fritz (1903–1977), deutscher Politiker (FDP), MdB
- Oellers, Günther (1925–2011), deutscher Bildhauer
- Oellers, Norbert (* 1936), deutscher Germanist
- Oellers, Werner (1904–1947), deutscher Schriftsteller
- Oellers, Wilfried (* 1975), deutscher Politiker (CDU), MdBWilfried Oellers (* 1975)

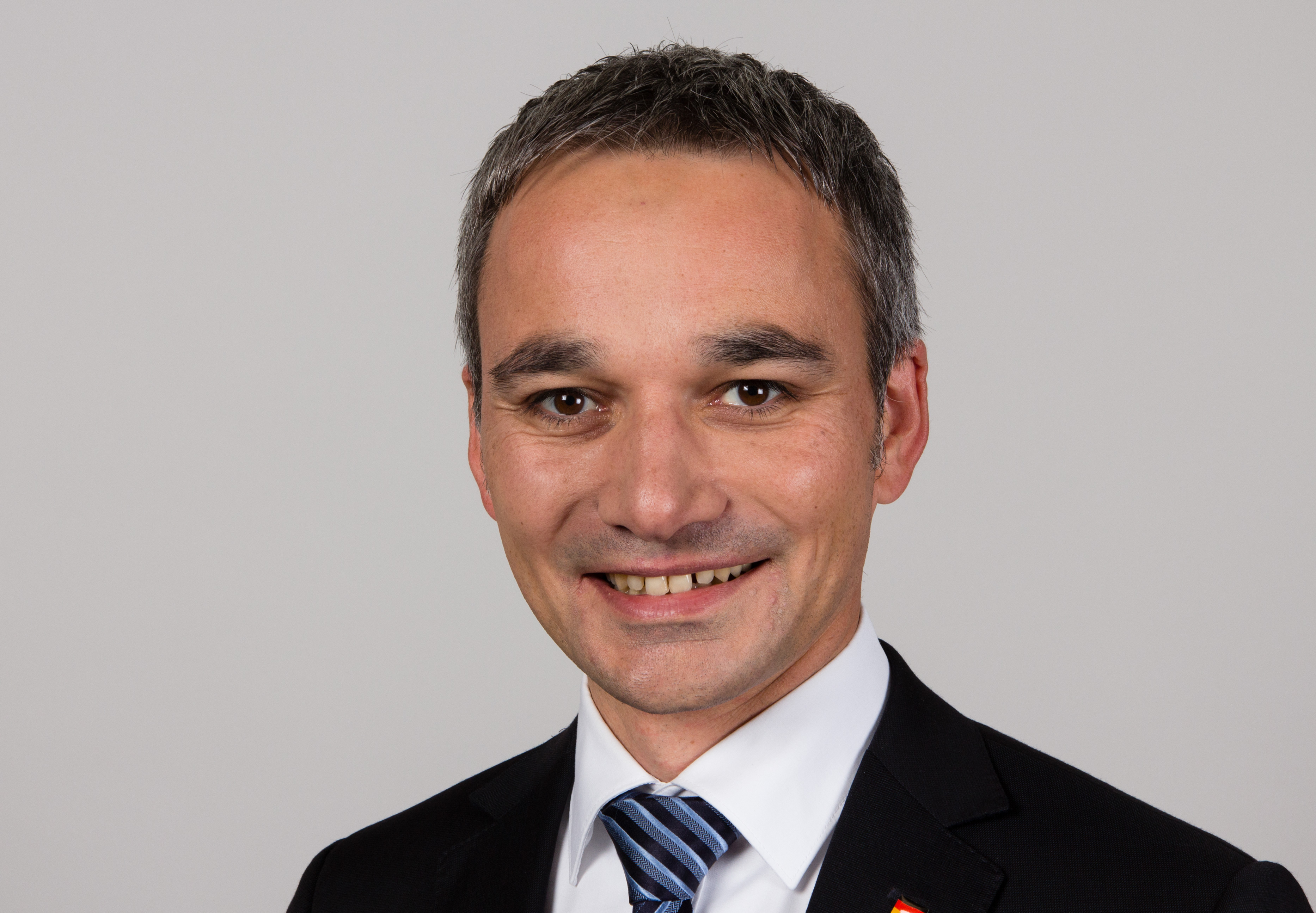
Wilfried Oellers (* 1975)

- Oellers-Teuber, Edith (1923–2015), deutsche Malerin
- Oellibrandt, Petrus (1935–2014), belgischer Radrennfahrer
- Oellrich, Heinrich (1883–1965), deutscher Kapitän und Kap Hoornier
- Oellrich, Jenna (* 1988), deutsche Autorin
- Oelmann, Franz (1883–1963), deutscher Archäologe
- Oelmann, Katja (* 1945), deutsche Hörspielautorin
- Oelmayer, Thomas (* 1954), deutscher Politiker (Bündnis 90/Die Grünen), MdL Baden-Württemberg
- Oelmüller, Willi (1930–1999), deutscher Philosoph
- Oelofse, Jan (1934–2012), namibischer Tierpfleger und Naturschützer
- Oelreich, Bernhard (1626–1686), deutscher evangelischer Theologe
- Oelrichs, August von (1801–1868), preußischer Generalleutnant
- Oelrichs, Blanche (1890–1950), US-amerikanische Dichterin, Drehbuchautorin und Theaterschauspielerin
- Oelrichs, Carl Jasper (1844–1923), deutscher Jurist und Bremer Senator
- Oelrichs, Georg (1754–1809), Bremer Jurist und Senator
- Oelrichs, Gerhard (1727–1789), deutscher Jurist
- Oelrichs, Hans (1851–1902), deutscher Kapitän zur See der Kaiserlichen Marine
- Oelrichs, Hermann (1850–1906), US-amerikanischer Bankier, Multimillionär und Mitbesitzer des Norddeutschen Lloyd
- Oelrichs, Johann Carl Conrad (1722–1799), deutscher Rechtsgelehrter, Historiker und Gymnasiallehrer
- Oelrichs, Johann Georg Arnold (1767–1791), deutscher evangelischer Theologe und Philosoph
- Oelrichs, Johann Georg Heinrich (1728–1799), deutscher reformierter Prediger
- Oelrichs, Karl Theodor (1804–1871), deutscher Jurist und Sportfunktionär
- Oelrichs, Peter Andresen (1781–1869), Kapitän und Wörterbuchautor
- Oels, Angela (* 1972), deutsche Politikwissenschaftlerin
- Oels, Detlef (* 1965), deutscher Musiker
- Oels, Karl Ludwig (1771–1833), deutscher Schauspieler
- Oelschig, Wilhelm (1814–1882), deutscher Kupferstecher der Düsseldorfer Schule
- Oelschlaeger, Andrea (* 1965), deutsche Steuerberaterin und Politikerin (AfD)
- Oelschlaeger, Erdmut (* 1937), deutsche Gebrauchsgrafikerin und Kinderbuchillustratorin
- Oelschlaeger, Max (* 1861), deutscher Reichsgerichtsrat
- Oelschlägel, Anett C. (* 1974), deutsche Ethnologin und Schriftstellerin
- Oelschlägel, Charlotte (1898–1984), deutsche Eiskunstläuferin
- Oelschlägel, Christian (* 1974), deutscher evangelisch-lutherischer Theologe
- Oelschlägel, Eric (* 1995), deutscher Fußballtorhüter
- Oelschläger, Ferdinand (1798–1858), deutscher Organist und Komponist
- Oelschläger, Herbert (1921–2006), deutscher pharmazeutischer Chemiker
- Oelschläger, Jürgen (1969–2004), deutscher Motorradrennfahrer
- Oelschläger, Ludwig (1896–1984), slowakischer Architekt
- Oelschläger, Victor (1909–1993), US-amerikanischer Romanist, Hispanist und Mediävist
- Oelschlegel, Gerd (1926–1998), deutscher Dramatiker, Drehbuchautor und Regisseur
- Oelschlegel, Vera (* 1938), deutsche Schauspielerin, Sängerin und TheaterleiterinVera Oelschlegel (* 1938)

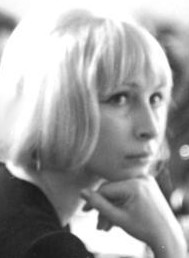
Vera Oelschlegel (* 1938)

- Oelschner, Walter (1911–1990), deutscher reformierter Theologe und Schriftsteller
- Oelsen, Christian Ernst von (1729–1787), kurländischer Politiker und Landhofmeister
- Oelsen, Willy (1905–1970), deutscher Metallkundler und Metallurge
- Oelsin, Gretke, Opfer der Hexenverfolgung in Neustadt am Rübenberge
- Oelsner, Christian (1934–2023), deutscher Geophysiker und Hochschullehrer
- Oelsner, Gustav (1879–1956), deutscher Architekt, Stadtplaner und Baubeamter
- Oelsner, Gustav Hermann (1845–1912), deutscher Lehrer, Schulleiter und Lehrbuch-Autor für Webschulen
- Oelsner, Hermann (1871–1923), britischer Romanist
- Oelsner, Johann Wilhelm (1766–1848), Geheimer Commerzienrat, Industrieller, Pädagoge und Philologe
- Oelsner, Julius Wilhelm (1800–1862), deutscher Unternehmer, Abgeordneter in der Frankfurter Nationalversammlung
- Oelsner, Konrad Engelbert (1764–1828), deutscher politischer Publizist
- Oelsner, Ludwig (1831–1910), deutscher Historiker und Bibliothekar
- Oelsner, Manfred (1932–2002), deutscher Lokalhistoriker
- Oelsner, Oscar Walter (1902–1963), deutscher Geologe und Lagerstättenkundler
- Oelsner, Richard (* 1994), deutscher Bobfahrer
- Oelsner, Theodor (1822–1875), deutscher Redakteur und Schriftsteller
- Oelsner, Thomas (* 1970), deutscher Behinderten-Skisportler
- Oelsner, Toni (1907–1981), Sozialwissenschaftlerin und Erforscherin der jüdischen Geschichte, aktive NS-Gegnerin an der Goethe-Universität in Frankfurt am Main
- Oelsner, Winfried (* 1972), deutscher Regisseur und Schriftsteller
- Oelsner, Wolfgang (* 1949), deutscher Pädagoge, Kinder- und Jugendlichenpsychotherapeut und Autor
- Oelsnitz, Frédéric d’ (* 1970), französischer Jazz- und Fusionmusiker (Piano, Keyboards, Komposition)
- Oelßner, Alfred (1879–1962), deutscher KPD- und SED-Funktionär
- Oelßner, Fred (1903–1977), deutscher Politiker (USPD, KPD, SED), MdV, Mitglied des Politbüros des ZK der SED
- Oelßner, Wilhelm (1920–2018), deutscher Radiologe und Hochschullehrer
- Oelßner, Wolfgang (1920–1983), deutscher Mediziner und Rektor der Medizinischen Akademie Dresden
- Oelstrom, Tad J. (* 1943), US-amerikanischer Offizier, Generalleutnant der US Air Force
- Oeltermann, August (1836–1902), Jurist und Geheimer Oberfinanzrat
- Oeltermann, Till (* 1978), deutscher Basketballspieler
- Oeltjen, Jan (1880–1968), deutscher expressionistischer Maler
- Oeltjen-Kasimir, Elsa (1887–1944), deutsch-slowenische Bildhauerin, Malerin und Grafikerin
- Oeltjendiers, Helmut (* 1930), deutscher Fußballspieler
- Oeltze von Lobenthal, Günter (* 1911), deutscher Wirtschaftswissenschaftler
- Oeltze, Yul (* 1993), deutscher Kanute
- Oeltzen, Carl Philipp Ludwig (1792–1871), deutscher Rechtsanwalt und Notar, Richter und Stadtsyndikus sowie Freimaurer
- Oeltzen, Julius (1790–1867), deutscher evangelisch-lutherischer Geistlicher
- Oeltzen, Wilhelm Albrecht (1824–1879), deutscher Astronom
- Oeltzschner, Rudolf (1899–1935), deutscher Flieger und Segelflug-Rekordhalter
- Oelvedy, Laszlo Les (* 1943), deutsch-ungarischer Filmschauspieler, Filmarchitekt und Szenenbildner
- Oelz, Josef Anton (1812–1893), österreichischer Arzt und Politiker, Landtagsabgeordneter
- Oelz, Oswald (* 1943), österreichisch-schweizerischer Bergsteiger und MedizinerOswald Oelz (* 1943)

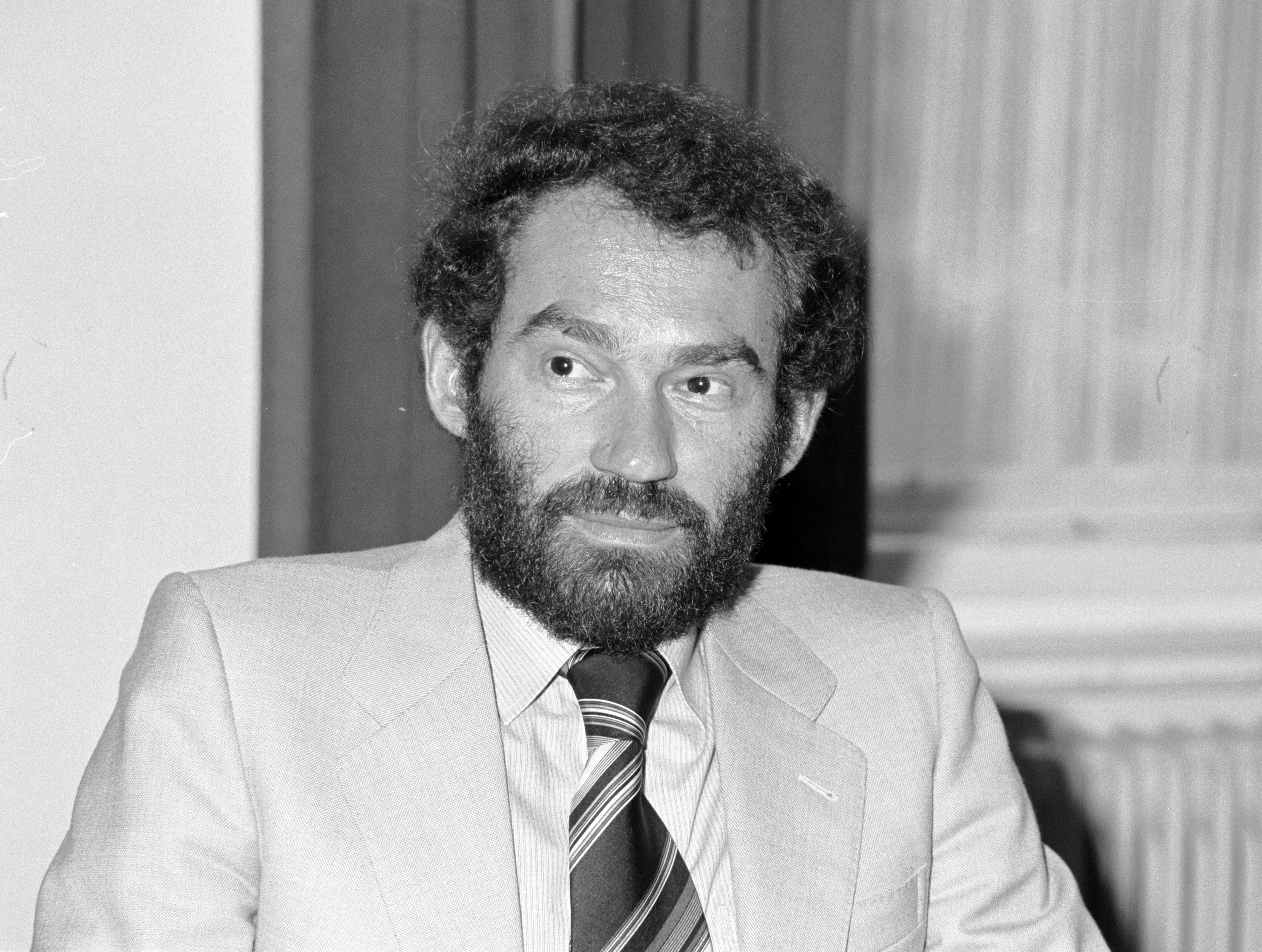
Oswald Oelz (* 1943)

- Oelz, Valentin (* 2005), österreichischer Fußballspieler
- Oelze, Alexander (* 1983), deutscher Handballspieler und -trainer
- Oelze, August (1821–1900), deutscher Jurist und Politiker
- Oelze, Christiane (* 1963), deutsche Lied-, Konzert- und Opernsängerin
- Oelze, Friedrich (1873–1954), deutscher Pädagoge und Politiker (DNVP), MdL
- Oelze, Fritz (1923–2019), deutscher Arzt und Politiker (SPD), Abgeordneter der Hamburgischen Bürgerschaft
- Oelze, Hans (1896–1963), deutscher Polizeibeamter und Oberst
- Oelze, Hans-Joachim (* 1937), deutscher Fußballspieler
- Oelze, Heinz (1947–2017), deutscher Fußballspieler
- Oelze, Hugo (1892–1967), deutscher Jurist und Kunstsammler
- Oelze, Karsten (1962–2016), deutscher Kletterer und Kletterführerautor
- Oelze, Maximilian (* 1988), deutscher Schauspieler
- Oelze, Richard (1900–1980), deutscher Maler des Surrealismus
- Oelzner, Heinz (1921–1991), deutscher Diplomat, Botschafter der DDR in Finnland und Dänemark
- Oelzner, Rudolf (1906–1985), deutscher Bildhauer
- Oelzner, Ulrike (1939–2012), deutsche Glaskünstlerin

### Oem
- Oeming, Madita (* 1986), deutsche KulturwissenschaftlerinMadita Oeming (* 1986)

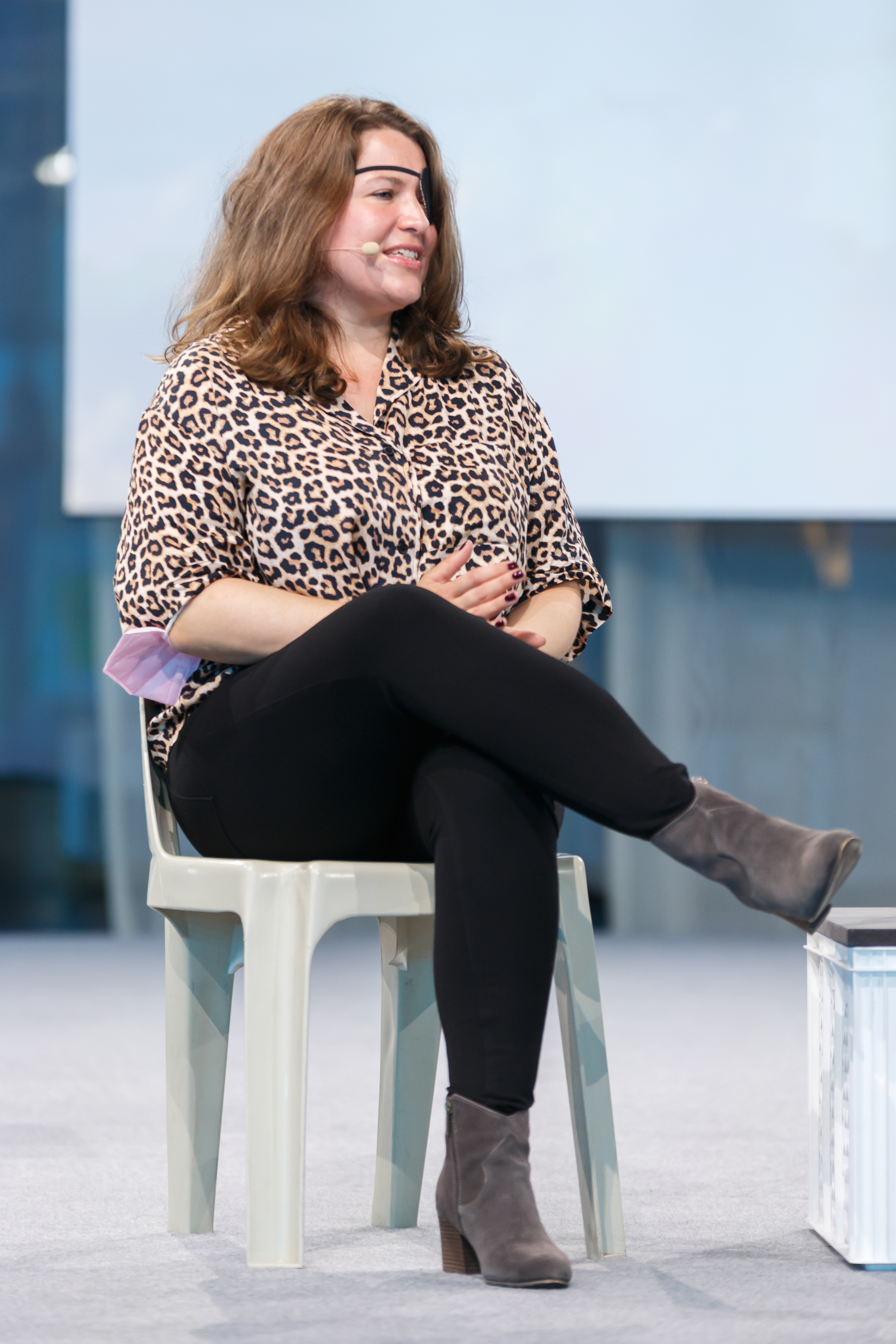
Madita Oeming (* 1986)

- Oeming, Manfred (* 1955), deutscher evangelischer Theologe und Alttestamentler in Heidelberg
- Oemisch, Walter (1878–1903), deutscher Schriftsteller
- Oemler, Christian Wilhelm (1728–1802), Theologe, Schriftsteller und sachsen-weimarischer Kirchenbeamter
- Oemler, Hermann Dieter (1939–2011), deutscher Fotograf und Sachbuchautor
- Oemler, Nicolaus († 1555), deutscher Unternehmer
- Oemler, Volkmar († 1937), deutscher Versicherungsdirektor
- Oemus, Daniela (* 1989), deutsche Trail- und Ultraläuferin

### Oen
- Oen, Alexander Dale (1985–2012), norwegischer Schwimmer
- Øen, Bjarne (1898–1994), norwegischer Generalleutnant
- Oenbrink, Werner (* 1960), deutscher Klassischer Archäologe
- Oenema, Thijsje (* 1988), niederländische Eisschnellläuferin
- Oener, Atilla (* 1976), deutscher Schauspieler
- Oengo, Julius (* 1901), estnischer Lyriker und Kinderbuchautor
- Óengus I. († 761), König der Pikten
- Óengus mac Óengobann, Heiliger, Eremit und vermutlich Autor von Heiligenkalendern
- Oenicke, Christa (1934–2004), deutsche Schauspielerin
- Oenicke, Clara (1818–1899), deutsche Historien-, Porträt- und Genremalerin
- Oenike, Karl (1862–1924), deutscher Landschaftsmaler und Radierer
- Oenning, Heinrich (1904–1977), deutscher Geistlicher und NS-Opfer
- Oenning, Michael (* 1965), deutscher Fußballspieler und -trainerMichael Oenning (* 1965)

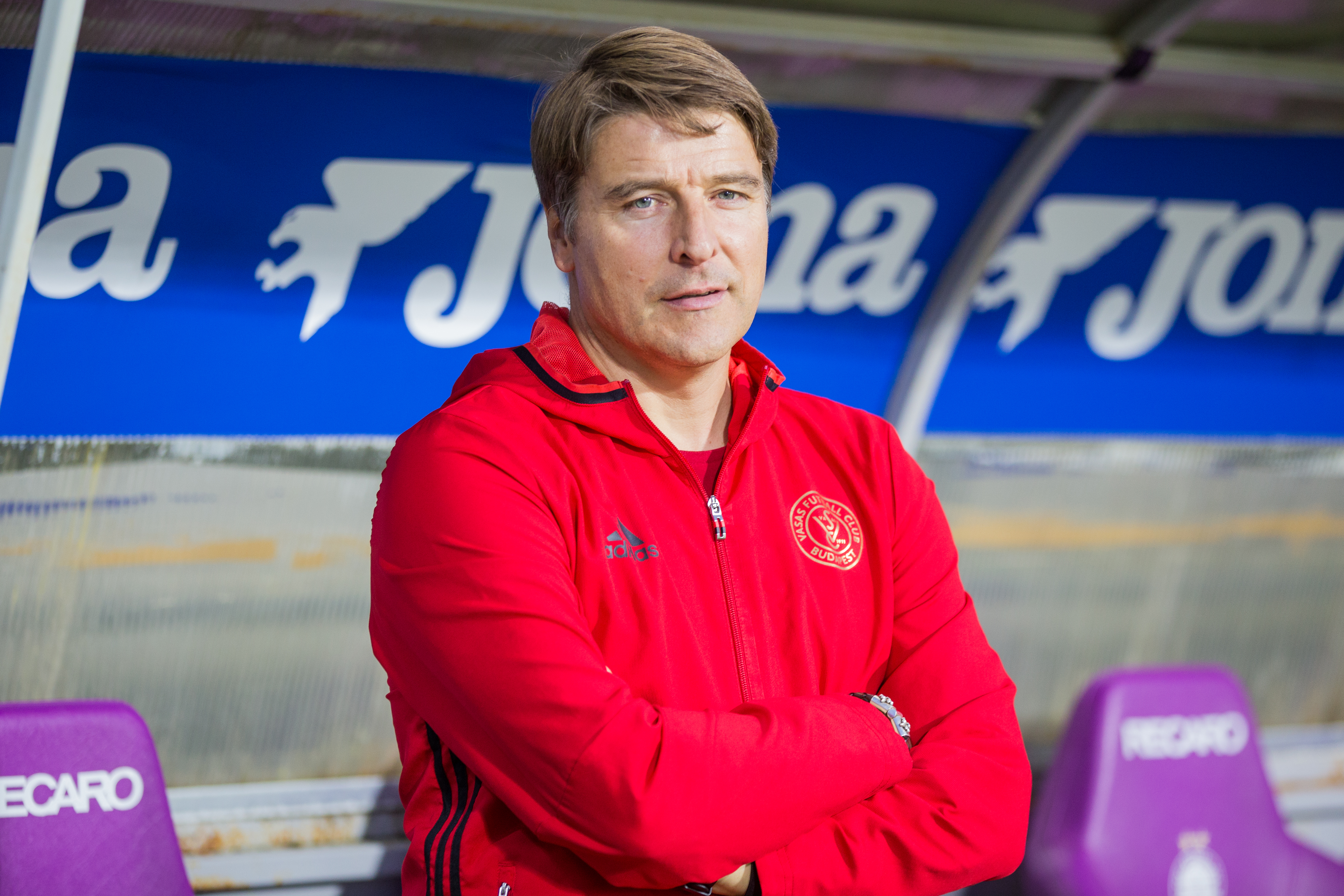
Michael Oenning (* 1965)

- Oenning, Yannik (* 1993), deutscher Fußballspieler
- Ōenoki, Katsumi (* 1965), japanischer Fußballspieler
- Oenomaus, Anführer im Dritten Sklavenkrieg

### Oep
- Oepen, Heinz (1925–2005), deutscher Musikwissenschaftler, Musikkritiker und Unterhaltungschef des ZDF
- Oepen, Irmgard (1929–2018), deutsche Medizinerin und Hochschullehrerin
- Oepen, Joachim (* 1963), deutscher Historiker und Archivar
- Oepen, Mites van, deutsche Schauspielerin, Theaterregisseurin und Drehbuchautorin
- Oepen, Walter von (* 1954), deutscher Handballspieler und -trainer
- Oepke, Albrecht (1881–1955), deutscher evangelischer Theologe

### Oer
- Oer, Adolf von (1863–1941), deutscher Politiker
- Oer, Alexander von (1841–1896), deutscher Eisenbahningenieur
- Oer, Anna Maria von (1846–1929), deutsche Malerin der Düsseldorfer Schule
- Oer, Berndt von († 1558), deutscher Adliger, Droste des Amtes Delmenhorst und fürstbischöflicher Statthalter in Münster
- Oer, Bernhard von, Domherr und Mörder
- Oer, Clemens von (1768–1834), preußischer Gutsbesitzer und Landrat des Kreises Beckum (1816–1827)
- Oer, Clemens von (1895–1976), deutscher Verwaltungsjurist und Politiker (Zentrum, CDU)
- Oer, Friedrich von (1842–1896), Oberer Kämmerer des Fürsten Ysenburg
- Oer, Hermann Philipp von (1644–1703), kurfürstlich braunschweigisch-lüneburgischer Generalleutnant
- Oer, Jaspar von, Landdrost des Herzogtums Westfalen
- Oer, Maximilian von (1806–1846), deutscher Dichter und Schriftsteller
- Oer, Rudolfine von (1930–2019), deutsche Historikerin und Hochschullehrerin
- Oer, Theobald von (1807–1885), deutscher Kunstmaler, Illustrator und Radierer
- Oer, Theobald von (1849–1924), sächsischer Generalmajor
- Oerder, Frans (1867–1944), niederländischer Porträts- und Landschaftsmaler, Radierer und Lithograf
- Oerder, Karl (1928–2019), deutscher römisch-katholischer Ordenspriester, Provinzial und Missionsprokurator der Salesianer Don Boscos
- Oerding, Jan (* 1948), deutscher General des Heeres der Bundeswehr
- Oerding, Johannes (* 1981), deutscher Popsänger und SongwriterJohannes Oerding (* 1981)

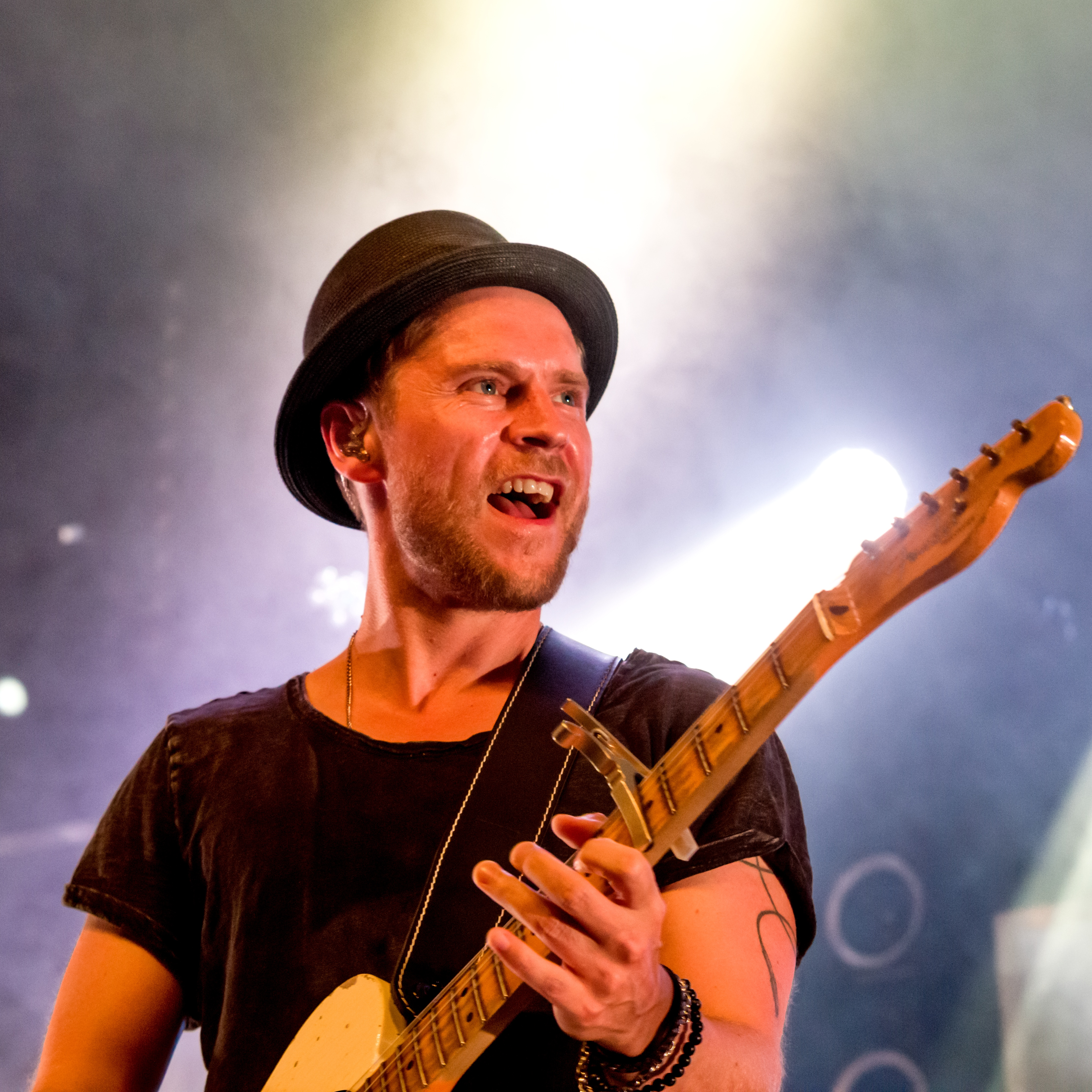
Johannes Oerding (* 1981)

- Oerdögh, Karl (1908–2001), österreichischer Feld- und Eishockeyspieler, -trainer und -schiedsrichter
- Oeri, Albert (1875–1950), Schweizer Historiker, Journalist, Publizist und Politiker
- Oeri, Gisela (* 1955), deutsch-schweizerische Milliardärin und Mäzenin
- Oeri, Hans Jakob (1782–1868), Schweizer Historien-, Genre- und Porträtmaler
- Oeri, Johann Jakob (1817–1897), schweizerischer evangelischer Theologe
- Oeri, Maja (* 1955), Schweizer Mäzenin
- Oeri, Rudolf Daniel (1849–1917), Schweizer Gynäkologe und Autor
- Oeri-Hoffmann, Jakob (1920–2006), Schweizer Arzt, Unternehmer, Mäzen und Politiker
- Oeric, König des angelsächsischen Königreiches Kent
- Oerke, Thilo (* 1940), deutscher Industriedesigner
- Oerlemans, Hans (* 1950), niederländischer Meteorologe
- Oerlemans, Jeroen (1970–2016), niederländischer Photograph und Kriegsberichterstatter
- Oerley, Leopold (1878–1936), österreichischer Techniker
- Oerley, Robert (1876–1945), österreichischer Architekt, Kunstgewerbler, Aquarellmaler und Lithograph
- Oermann, Josef (1901–1987), deutscher Jurist und Verwaltungsbeamter
- Oermann, Nils Ole (* 1973), deutscher Hochschullehrer
- Oermann, Tim (* 2003), deutscher Fußballspieler
- Oers, Thijs van (1900–1990), niederländischer Radrennfahrer
- Oertel, Annabel (* 1999), deutsche Ruderin
- Oertel, Burkhart (* 1940), deutscher Physiker und Genealoge
- Oertel, Carl Louis (1825–1892), deutscher Militär-Musikdirektor, Kammermusiker, Unternehmensgründer und Musikverleger
- Oertel, Christian (1884–1945), deutscher Generaldirektor
- Oertel, Christian Gottfried (1718–1777), deutscher Beamter und Fachschriftsteller
- Oertel, Christoph (* 1960), deutscher Filmkomponist, Sounddesigner und Tonmeister
- Oertel, Curt (1890–1960), deutscher Kameramann, Filmregisseur und Filmproduzent
- Oertel, Eberhard (1937–2019), deutscher Maler und Kunsterzieher
- Oertel, Eduard (1854–1933), deutscher Hufschmied und Fotograf
- Oertel, Eucharius Ferdinand Christian (1765–1850), deutscher Theologe, Philologe und Naturheilkundler
- Oertel, Ferdinand (1927–2024), deutscher Journalist und Publizist
- Oertel, Friedrich (1884–1975), deutscher Althistoriker
- Oertel, Fritz (1866–1927), deutscher Jurist (Landrichter) und Schriftsteller
- Oertel, Georg (1856–1916), deutscher Lehrer, Chefredakteur und Politiker, MdR
- Oertel, Goetz (1934–2021), deutsch-amerikanischer Physiker
- Oertel, Hanns (1868–1952), deutscher Indologe
- Oertel, Heinz Florian (1927–2023), deutscher Sportreporter und ModeratorHeinz Florian Oertel (1927–2023)

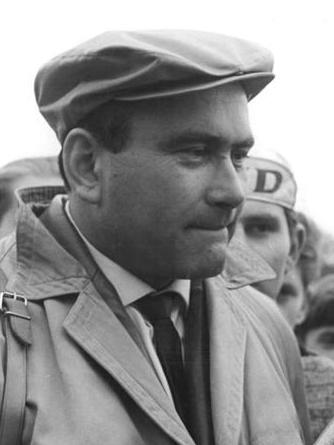
Heinz Florian Oertel (1927–2023)

- Oertel, Herbert (* 1905), deutscher Buchhändler und Funktionär der Hitler-Jugend
- Oertel, Herbert (* 1944), deutscher Physiker
- Oertel, Holger (* 1952), deutscher Handballspieler und -trainer
- Oertel, Hugo (* 1858), österreichischer Varieté- und Zirkus-Unternehmer
- Oertel, Jacob († 1762), deutscher Orgelbauer
- Oertel, Janka (* 1983), deutsche Politikwissenschaftlerin und Sinologin
- Oertel, Jekaterina (* 1966), russische Maskenbildnerin und Filmregisseurin
- Oertel, Joachim (* 1970), deutscher Neurochirurg
- Oertel, Johannes (1840–1916), deutscher Kommunalpolitiker
- Oertel, Karl (1825–1903), deutscher Schieferbergbau-Unternehmer
- Oertel, Karl (1858–1949), deutscher Geodät und Astronom
- Oertel, Karl Michael (1866–1900), deutscher Buchdruckereibesitzer und Politiker (SPD), MdR
- Oertel, Kathrin (* 1978), deutsche politische AktivistinKathrin Oertel (* 1978)

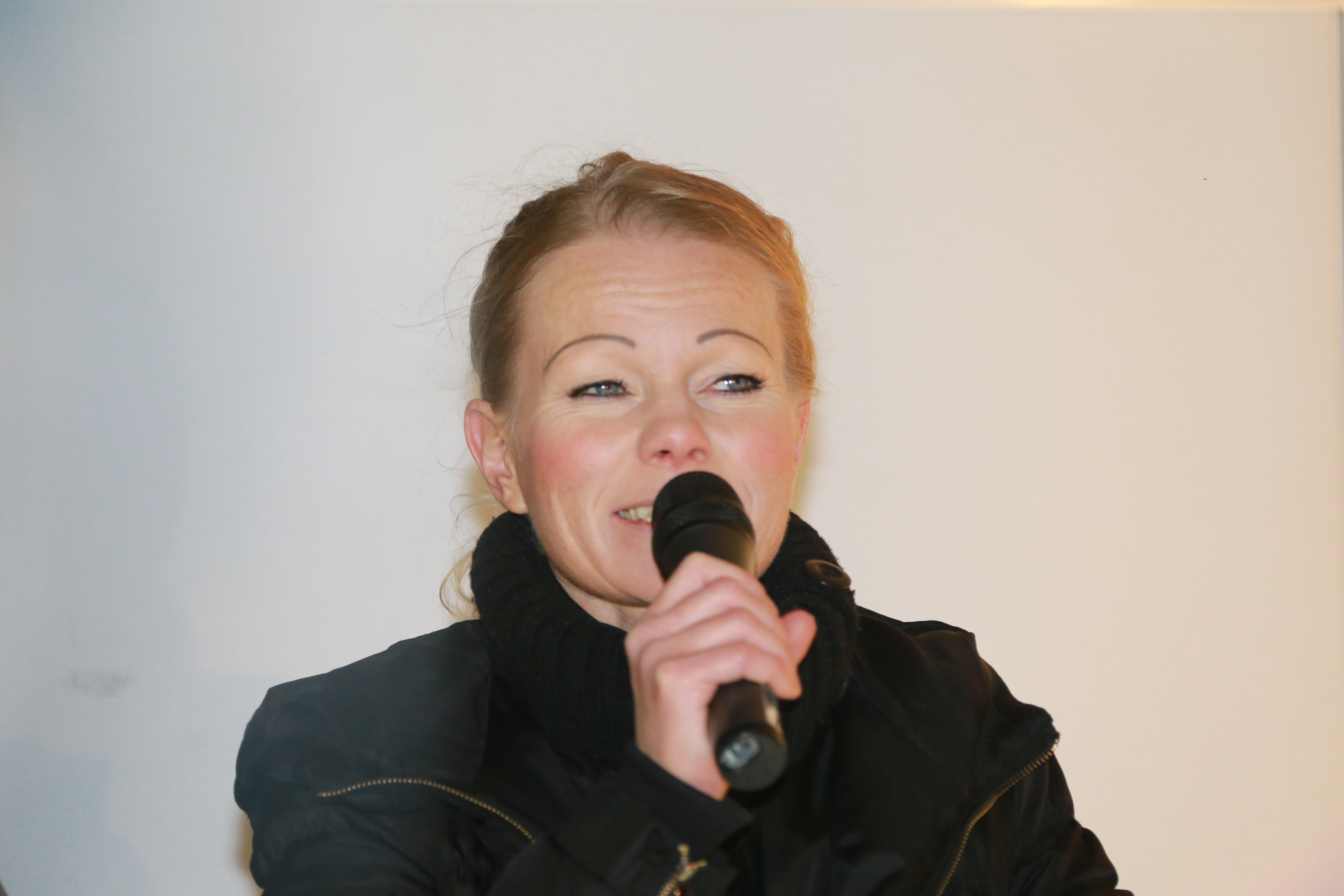
Kathrin Oertel (* 1978)

- Oertel, Katrin (* 1979), deutsche Grafikerin und Illustratorin
- Oertel, Konrad (1851–1907), deutscher Architekt und Autor
- Oertel, Lisa (* 1985), deutsche Schauspielerin und Sprecherin
- Oertel, Max Joseph (1835–1897), deutscher Arzt
- Oertel, Ottomar (1840–1914), deutscher Kommunalpolitiker, Oberbürgermeister von Liegnitz
- Oertel, Richard (1860–1932), deutscher evangelischer Geistlicher und Abgeordneter (NLP, DVP), MdR
- Oertel, Richard (1865–1943), deutscher Kunsthistoriker und Sammler
- Oertel, Richard (1875–1941), deutscher Oberlehrer und Heimatforscher
- Oertel, Robert (1907–1981), deutscher Kunsthistoriker
- Oertel, Tobias (* 1975), deutscher SchauspielerTobias Oertel (* 1975)

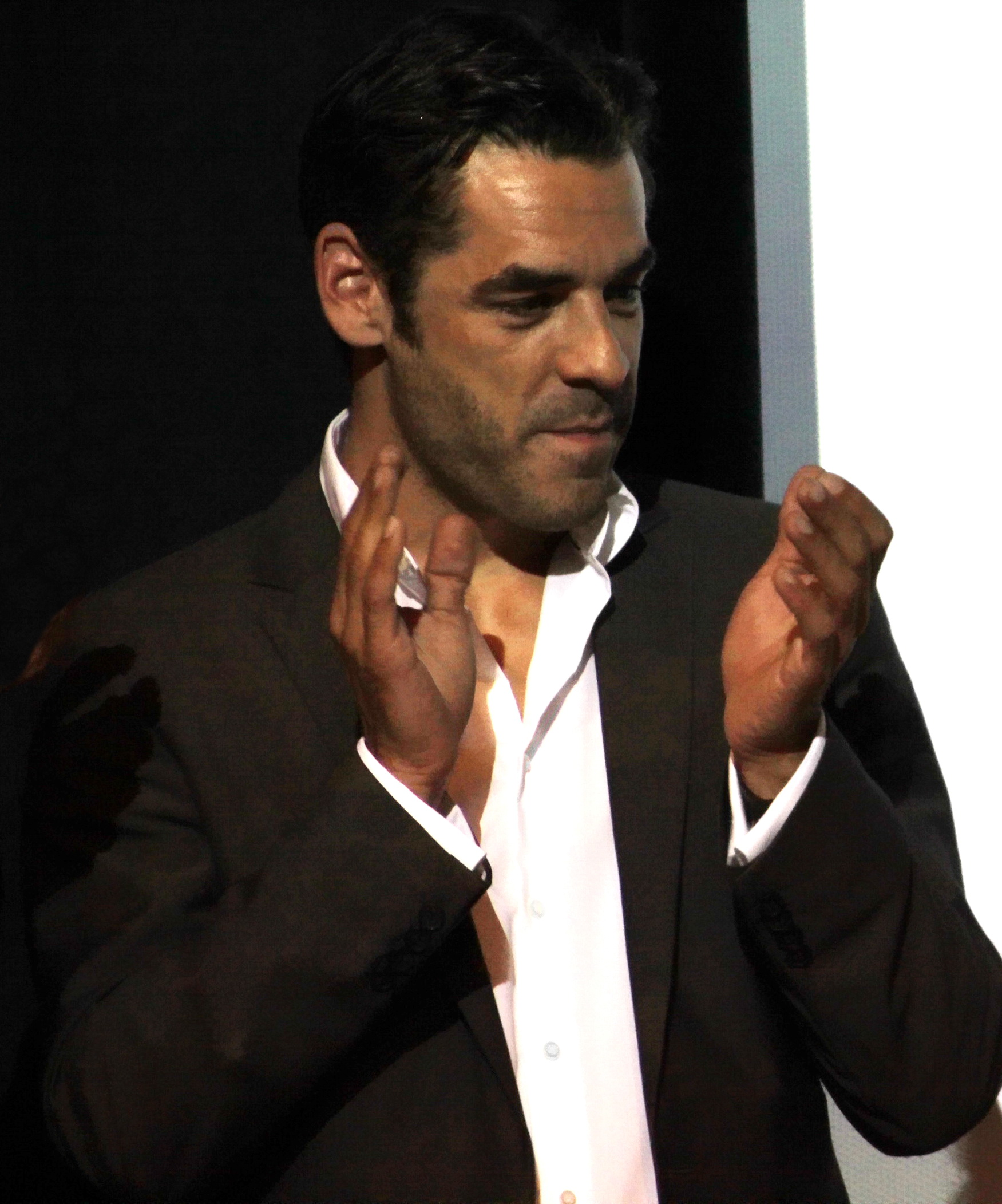
Tobias Oertel (* 1975)

- Oertel, Wilhelm (1803–1883), deutscher Beamter und Politiker
- Oertel, Willy (1868–1920), deutscher Maler, Schriftsteller und Kabarettist
- Oertel, Wolfgang Hermann (* 1951), deutscher Neurologe
- Oertelt, Markus (* 1980), deutscher Basketballspieler
- Oertelt, Werner (* 1929), deutscher SED- und FDGB-Funktionär. Vorsitzender der IG Chemie und des FDGB-BV Halle
- Oertelt-Prigione, Sabine (* 1978), deutsche Ärztin und Hochschullehrerin
- Oerter, Al (1936–2007), US-amerikanischer Leichtathlet
- Oerter, Fritz (1869–1935), Lithograf, Schriftsteller und Buchhändler
- Oerter, Rolf (1931–2024), deutscher Psychologe, Wissenschaftler und Publizist
- Oerter, Sepp (1870–1928), deutscher Politiker
- Oertgen-Twiehaus, Elke (1936–2012), deutsche Schriftstellerin und Lyrikerin
- Oertig, Willi (* 1947), Schweizer Maler
- Oerting, Troels (* 1957), dänischer Polizist, Assistant Direktor von Europol
- Oertl, Andreas († 1492), Abt im Kloster Andechs
- Oertle, Gustav (1892–1986), deutscher Lehrer und Paläontologe
- Oertli, Brigitte (* 1962), Schweizer SkirennläuferinBrigitte Oertli (* 1962)

Brigitte Oertli (* 1962)

- Oertli, Christoph (* 1962), Schweizer Videokünstler
- Oertli, Conrad (1862–1940), Schweizer Politiker und Vertreter der Arbeiterbewegung
- Oertli, Daniel (1824–1911), Schweizer Baumeister, Architekt und Pionier des schweizerischen Feuerwehrwesens
- Oertli, Jakob J. (1927–2013), Schweizer Botaniker und Hochschullehrer
- Oertli, Johann Conrad (1736–1809), Schweizer Tierarzt, Regierungsmitglied, Landammann Tagsatzungsgesandter
- Oertli, Johann Konrad (1816–1861), Schweizer Politiker, Arzt und Journalist
- Oertli, Lazzaro (* 1999), amerikanisch-spanischer Schauspieler
- Oertli, Matthias (1777–1837), Schweizer Arzt, Landesfähnrich, Tagsatzungsgesandter und Landammann
- Oertli, Max (1921–2007), Schweizer Maler und Bildhauer
- Oertli, Ulrich (1890–1954), Schweizer Jurist
- Oertli, Walter (1901–1980), Schweizer Industrieller
- Oertling, Friedrich Ernst Christian (1757–1837), deutscher Pastor, Schriftsteller, Kartograph und Zeichner
- Oertling, Julius (1833–1910), deutscher Violinist, Dirigent und Komponist
- Oertling, Peter (* 1937), deutscher Politiker (SPD), Stadtpräsident der Hansestadt Lübeck
- Oertmann, Adolf (1903–1983), deutscher Politiker (CDU), MdL
- Oertmann, Paul (1865–1938), deutscher Zivilrechtler
- Oertwig, Bernd (* 1949), deutscher Publizist und Journalist
- Oertwig, Richard (1908–1944), deutscher Holzbildhauer und Architekt
- Oertz, Max (1871–1929), deutscher Yachtkonstrukteur
- Oertzen, Anton von (1836–1911), deutscher Oberforstmeister und Politiker, MdR
- Oertzen, August von (1777–1837), Präsident der Kammer und Minister in Mecklenburg-Strelitz
- Oertzen, Augusta von (1881–1954), deutsche Journalistin und Schriftstellerin
- Oertzen, Brunhild von (1930–2002), deutsche Managerin des Klosters Isenhagen und Äbtissin
- Oertzen, Carl von (1788–1837), Verwaltungsbeamter und mecklenburgischer Rittergutsbesitzer
- Oertzen, Carl von (1801–1871), deutscher Jurist und Komponist
- Oertzen, Carl von (1836–1890), mecklenburgischer Gutsbesitzer und Beamter
- Oertzen, Charlotte von (1780–1818), Ehefrau des Ministers August von Oertzen und Autorin von Briefen über die letzten Lebenstage der preußischen Königin Luise
- Oertzen, Claus Dethloff von (1736–1822), deutscher Oberhauptmann, Verwaltungsbeamter, Parlamentarier und Geheimer Rat
- Oertzen, Claus von (1638–1694), königlich dänischer Generalmajor und Chef des Reiter-Regiments Baudissin
- Oertzen, Clemens von (1853–1919), deutscher Art-brut-Künstler
- Oertzen, Detlof von (1886–1959), deutscher Verwaltungsjurist
- Oertzen, Detwig von (1876–1950), deutscher evangelischer Geistlicher und Missionar
- Oertzen, Dietrich von (1887–1970), deutscher Jurist, Verwaltungsbeamter und Politiker (DNVP)
- Oertzen, Eberhard von (1856–1908), deutscher Naturforscher
- Oertzen, Elisabeth von (1860–1944), deutsche Schriftstellerin
- Oertzen, Elisabeth von (1887–1938), deutsche Malerin und Grafikerin
- Oertzen, Fortunat von (1842–1922), deutscher Gutsbesitzer, Verwaltungsjurist und Diplomat
- Oertzen, Friedrich Albert von (1797–1873), mecklenburg-schwerinscher Regierungsbeamter und deutscher Parlamentarier
- Oertzen, Friedrich Christoph Viktor Lüder von (1773–1853), preußischer Generalmajor
- Oertzen, Friedrich von (1771–1848), deutscher Jurist, Mitbegründer und erster Präsident des mecklenburgischen Oberappellationsgerichtes
- Oertzen, Georg von (1829–1910), deutscher Diplomat, Hofbeamter und Schriftsteller
- Oertzen, Guido von (1881–1966), deutscher Unternehmer und Wirtschaftsfunktionär
- Oertzen, Gustav Dietrich von (1772–1838), mecklenburgischer Gutsbesitzer und Landrat
- Oertzen, Gustav von (1836–1911), deutscher Kolonialbeamter und kaiserlicher Kommissar in Deutsch-Neuguinea
- Oertzen, Hans-Joachim von (1925–2005), deutscher Verwaltungsjurist, juristischer Autor und Wildtierfotograf
- Oertzen, Hans-Ulrich von (1915–1944), deutscher Offizier und Widerstandskämpfer
- Oertzen, Heinrich von (1820–1897), deutscher Oberhauptmann und Kammerherr, MdR
- Oertzen, Helmuth von (1888–1952), deutscher Militärbeamter und Politiker (CDU), Verkehrsminister Thüringen
- Oertzen, Henning Ernst von (1695–1756), preußischer Generalmajor
- Oertzen, Jaspar von (1912–2008), deutscher Schauspieler, Filmregisseur, Autor und Politiker (ÖDP)
- Oertzen, Jasper von (1616–1657), deutscher Oberhofmarschall und Drost der Herrschaft Pinneberg
- Oertzen, Jasper von (1801–1874), deutscher Verwaltungsjurist, Politiker und Diplomat
- Oertzen, Jasper von (1833–1893), Person der deutschen Gemeinschaftsbewegung
- Oertzen, Karl Friedrich von (1844–1914), deutscher Verwaltungsjurist im preußischen Staatsdienst
- Oertzen, Karl von (1816–1893), mecklenburgischer Rittergutsbesitzer, Kammerherr, Landrat und Reichstagsabgeordneter
- Oertzen, Karl-Ludwig von (1876–1934), deutscher Offizier und Militärschriftsteller
- Oertzen, Ludwig Georg von (1804–1879), Landrat, Reichstagsabgeordneter
- Oertzen, Ludwig von (1801–1878), mecklenburgischer Gutsbesitzer, Landrat und Politiker
- Oertzen, Luise von (1897–1965), deutsche Krankenschwester und Generaloberin der Schwesternschaften des Deutschen Roten Kreuzes
- Oertzen, Margarete von (1854–1934), deutsche Schriftstellerin
- Oertzen, Martina (* 1964), deutsche Kommunalpolitikerin (CDU) und ehemalige Bürgermeisterin (Gemeinde Seevetal)
- Oertzen, Peter von (1924–2008), deutscher Politiker (SPD), MdL
- Oertzen, Rudolf von (1910–1990), deutscher Kirchenmusiker und Komponist
- Oertzen, Rudolph von (1819–1893), preußischer Landrat
- Oertzen, Timo von (* 1975), deutscher Psychologe
- Oertzen, Ulrich von (1840–1923), deutscher Gutsbesitzer, Landrat und Politiker, MdR
- Oertzen, Victor Sigismund von (1844–1915), deutscher Offizier, Gutsbesitzer und Verwaltungsjurist
- Oertzen, Victor von (1854–1934), preußischer Generalleutnant
- Oertzen, Viktor von (* 1948), deutscher Journalist
- Oertzen, von Friedrich Wilhelm (1898–1944), deutscher Journalist, Publizist und Schriftsteller
- Oertzen, Wilhelm Thedwig von (1921–2011), deutscher Agrar-Journalist, Familienforscher und Historiker
- Oertzen, Wilhelm von (1828–1895), Verwaltungsbeamter, Amtshauptmann, Klosterhauptmann, Diplomat
- Oertzen, Wilhelm von (1843–1917), preußischer Generalleutnant
- Oertzen, Wilhelm von (1883–1945), deutscher Gutsbesitzer, Gründer der Herrengesellschaft Mecklenburg
- Oertzen, Wolfram von (* 1939), deutscher Experimentalphysiker und Hochschullehrer

### Oes
- Oesau, Albert (1939–2021), deutscher Botaniker und Bryologe
- Oesau, Max (* 1937), deutscher Jurist und Hochschullehrer für Seerecht
- Oesau, Walter (1913–1944), deutscher Luftwaffenoffizier und Jagdflieger
- Oesch, Albert (1897–1962), Schweizer römisch-katholischer Geistlicher
- Oesch, Albert (1907–1936), Schweizer Glasmaler und Bildhauer
- Oesch, Franz (* 1938), Schweizer Toxikologe und Pharmakologe
- Oesch, Franz Peter (1943–2015), Schweizer Jurist, Bankmanager und Politiker
- Oesch, Hans (1926–1992), Schweizer Musikwissenschaftler
- Oesch, Jeanaine (* 1997), Schweizer Jazzmusikerin (Gesang, Bass, Komposition)
- Oesch, Karl Lennart (1892–1978), finnischer General im Zweiten WeltkriegKarl Lennart Oesch (1892–1978)

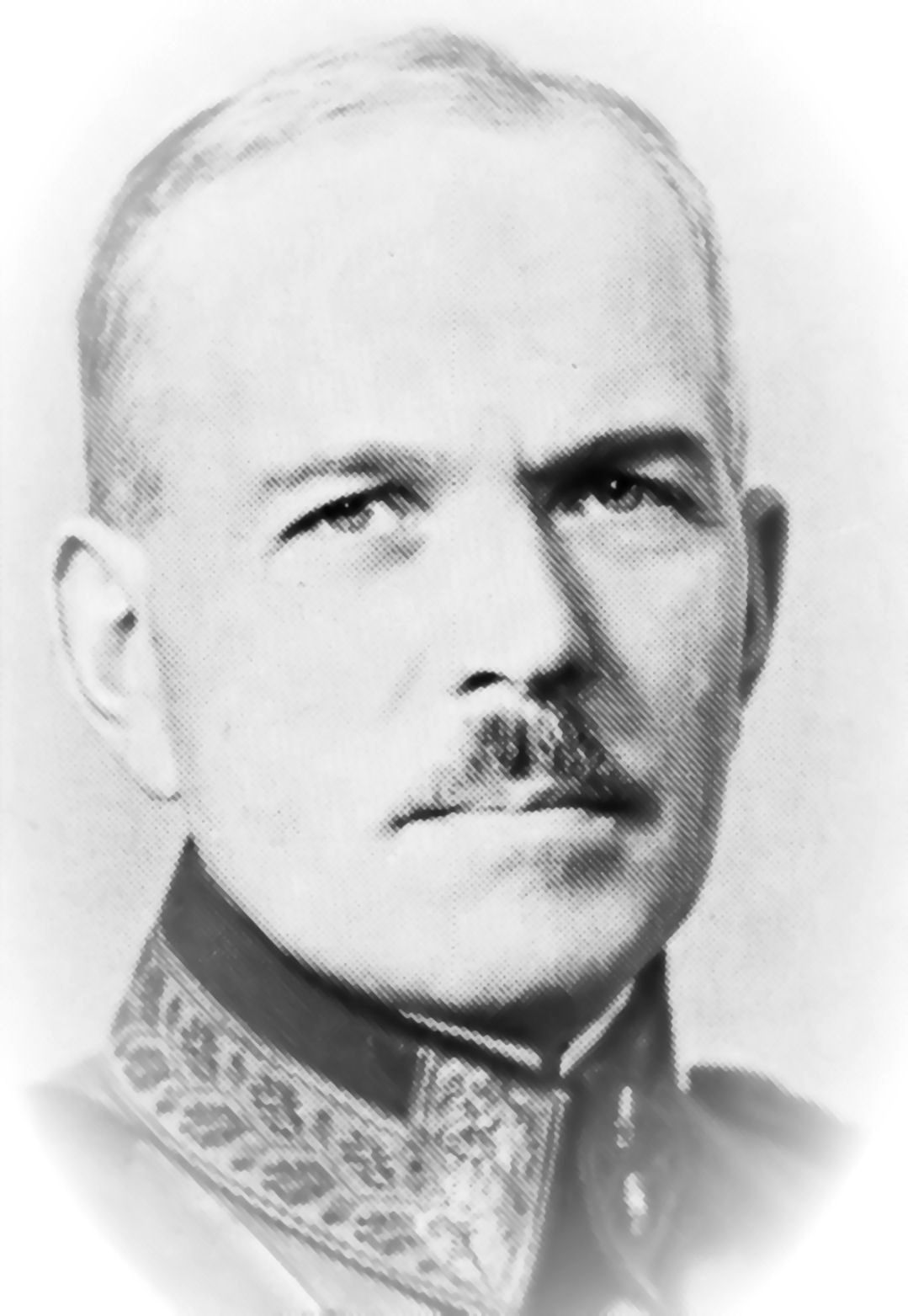
Karl Lennart Oesch (1892–1978)

- Oesch, Kimo (* 2003), Schweizer Unihockeyspieler
- Oesch, Matthias (* 1972), Schweizer Jurist und Hochschullehrer
- Oesch, Sebastian (1893–1920), Schweizer Maler, Zeichner, Lithograf, Grafiker und Plakatkünstler
- Oesch, Wilhelm (1896–1982), deutsch-amerikanischer lutherischer Theologe und Hochschullehrer
- Oeschey, Rudolf (1903–1980), deutscher Jurist und Nationalsozialist
- Oeschger, Alfred (1900–1953), Schweizer Architekt
- Oeschger, Hans (1927–1998), Schweizer Geophysiker, Professor für Physik und Klimaforscher
- Oeschger, Hansjörg (1908–1998), deutscher Forstwissenschaftler
- Oeschger, Heinrich (1901–1982), Schweizer Architekt
- Oeschger, Viktor (* 1947), Schweizer Radrennfahrer
- Oeschler, Helmut (1945–2017), deutscher Physiker
- Oese, Erich (1926–2012), deutscher Pferdesportfunktionär und Fachautor für Pferdesport
- Oese, Erik (* 1987), deutscher Voltigierer
- Oeser, Adam Friedrich (1717–1799), deutscher Maler und BildhauerAdam Friedrich Oeser (1717–1799)

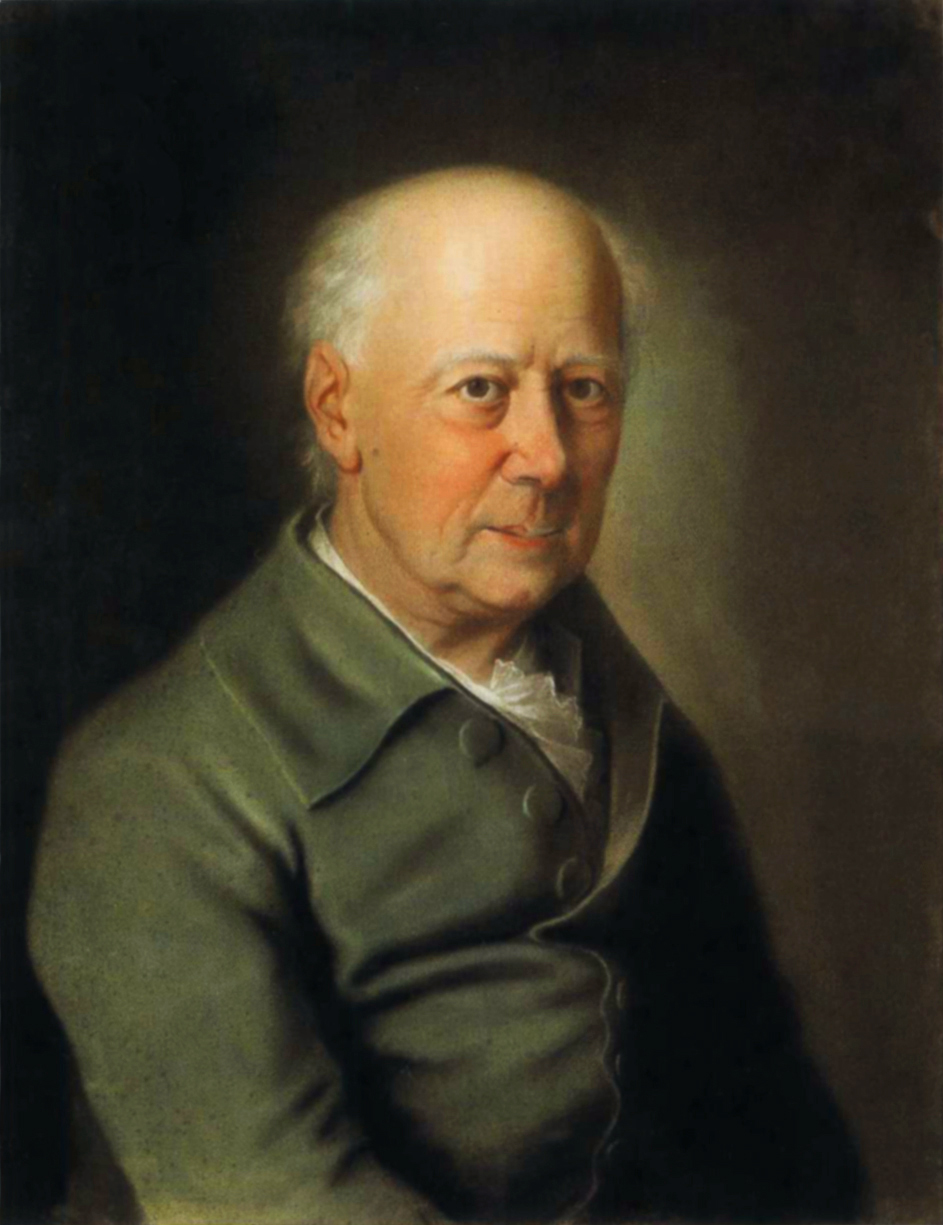
Adam Friedrich Oeser (1717–1799)

- Oeser, Albert (1878–1959), deutscher Wirtschaftsjournalist
- Oeser, Benjamin (* 1990), deutscher Schauspieler und Sänger
- Oeser, Christoph (* 1956), deutscher Blues- und Jazzmusiker
- Oeser, Erhard (1938–2024), österreichischer Wissenschaftstheoretiker
- Oeser, Fritz (1911–1982), deutscher Musikwissenschaftler
- Oeser, Hans (1799–1858), Landtagsabgeordneter Großherzogtum Hessen
- Oeser, Hans Ludwig (1894–1954), Journalist und Publizist, Funktionär der NSDAP
- Oeser, Hans-Christian (* 1950), deutscher Übersetzer und Herausgeber
- Oeser, Heinz (1910–1995), deutscher Röntgenologe, Strahlentherapeut
- Oeser, Helmut (* 1929), deutscher Schauspieler bei Bühne, Film und Fernsehen
- Oeser, Hermann (1849–1912), deutscher Pädagoge und Schriftsteller
- Oeser, Hermann (1899–1969), deutscher Apotheker und Gauredner der NSDAP
- Oeser, Ingo (1930–1998), deutscher Diplomat
- Oeser, Jennifer (* 1983), deutsche LeichtathletinJennifer Oeser (* 1983)

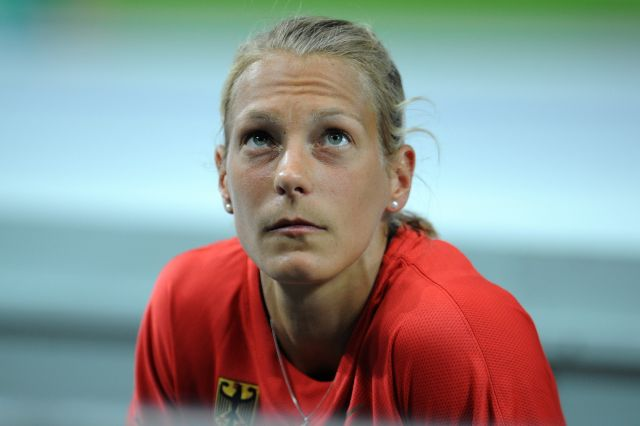
Jennifer Oeser (* 1983)

- Oeser, Kurt (1928–2007), deutscher evangelischer Geistlicher und Umweltaktivist („Startbahnpfarrer“)
- Oeser, Markus (* 1974), deutscher Bauingenieur und Präsident der Bundesanstalt für Straßenwesen
- Oeser, Oscar Adolph (1904–1983), australischer Psychologe
- Oeser, Philip (1929–2013), deutscher Maler, Grafiker und Restaurator
- Oeser, Rudolf (1807–1859), deutscher Pfarrer und Volksschriftsteller
- Oeser, Rudolf (1858–1926), deutscher Journalist und Politiker (DFP, DtVP, DDP), MdR und Reichsminister
- Oeser, Wilhelmine (1755–1813), deutsche Porträtzeichnerin
- Oeser, Willy (1897–1966), deutscher Kirchenmaler und Glaskünstler
- Oeser, Wolf (1938–2024), deutscher Schauspieler bei Bühne und Fernsehen
- Oeser, Wolfgang (1932–2013), deutscher Fußballspieler
- Oesfeld, Carl Ludwig von (1741–1804), deutscher Kartograph
- Oesfeld, Friedrich Wilhelm von (1736–1807), preußischer Beamter und Wirtschaftswissenschaftler
- Oesfeld, Gotthelf Friedrich (1735–1801), deutscher Pfarrer und Chronist
- Oesfeld, Johann Friedrich (1709–1746), deutscher Pfarrer und Theologe
- Oesfeld, Karl Wilhelm von (1781–1843), deutscher Topograph und Kartograph
- Oesinghaus, Günter (* 1943), deutscher Politiker (SPD), MdB
- Oesingmann, Ulrich (* 1940), deutscher Mediziner und ärztlicher Standespolitiker
- Oesler, Christoph Otto (1602–1657), deutscher Mediziner
- Oesper, Ralph Edward (1886–1977), US-amerikanischer Chemiehistoriker und Chemiker
- Oeß, Friedrich (1859–1941), deutscher Schiffer und Landwirt
- Oest, Florian (* 1987), deutscher Politiker (CDU)
- Oest, Johann Adam (1946–2019), deutscher SchauspielerJohann Adam Oest (1946–2019)

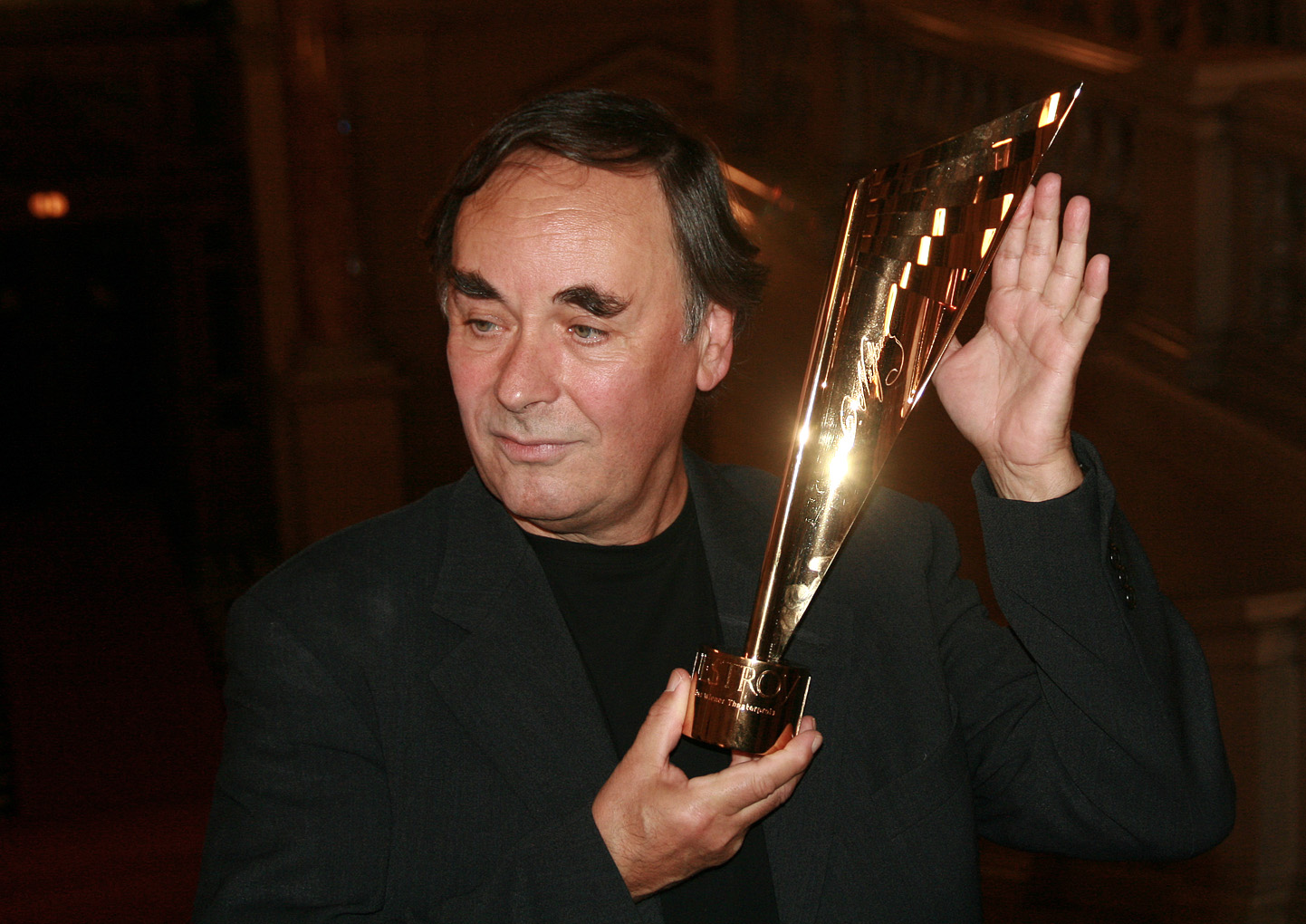
Johann Adam Oest (1946–2019)

- Oest, Johann Friedrich (1755–1815), deutscher Privaterzieher, Philosoph und Pädagoge
- Oest, Nicolaus (1719–1798), deutscher evangelisch-lutherischer Geistlicher und Autor
- Oest, Paula van der (* 1965), niederländische Regisseurin und Drehbuchautorin
- Oeste de Bopp, Marianne (1905–1985), deutsche Germanistin
- Oeste, Carl (1832–1898), deutscher Politiker
- Oesten, Gerhard (* 1947), deutscher Forstwissenschaftler
- Oesten, Jürgen (1913–2010), deutscher-U-Boot Kommandant des Zweiten Weltkriegs
- Oesten, Paul (1874–1936), deutscher Bildhauer
- Oesten, Theodor (1813–1870), deutscher Klavierlehrer und Komponist
- Oester, Bänz (* 1966), Schweizer Jazzbassist
- Oester, Marlies (* 1976), Schweizer Skirennfahrerin
- Oester, Robin (* 1999), Schweizer Mittelstreckenläufer
- Oesterdiekhoff, Georg W. (* 1957), deutscher Soziologe
- Oesterdiekhoff, Thomas (* 1963), deutscher Perkussionist und Kulturmanager
- Oestereich, Bernd (* 1965), deutscher Informatiker
- Oestéren, Friedrich Werner van (1874–1953), deutschsprachiger Schriftsteller
- Oestergaard, Heinz (1916–2003), deutscher Modedesigner
- Oesterhaus, Wilhelm (1840–1927), deutscher Autor und Gymnasiallehrer, lippischer Mundartdichter
- Oesterheld, Adolf (1872–1951), deutscher Unternehmer
- Oesterheld, Barbara (1951–2009), deutsche Politikerin (AL/Grüne), MdA
- Oesterheld, Erich (1884–1920), deutscher Verleger und Publizist
- Oesterheld, Falk (* 1943), deutscher Politiker, Staatssekretär in Thüringen
- Oesterheld, Héctor Germán (1919–1978), argentinischer Journalist und SchriftstellerHéctor Germán Oesterheld (1919–1978)

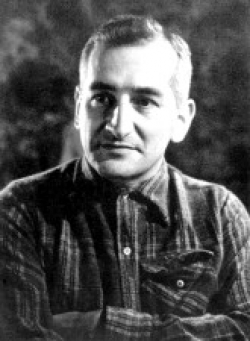
Héctor Germán Oesterheld (1919–1978)

- Oesterheld, Heinrich (1887–1931), deutscher Schauspieler und Komiker
- Oesterheld, Lisa F. (* 1957), deutsche Autorin geistlicher Lyrik
- Oesterheld, Richard (* 1880), deutscher Reichsgerichtsrat
- Oesterhelt, Dieter (1940–2022), deutscher Chemiker und Hochschullehrer
- Oesterhelt, Jürgen (* 1935), deutscher Diplomat
- Oesterhelt, Otto (1883–1945), deutscher Geodät
- Oesterhelt, Richard (1879–1946), deutscher Verwaltungsjurist; Regierungspräsident in Zwickau
- Oesterhelt, Verena (* 1971), deutsche Sportpädagogin und Hochschullehrerin
- Oesterhelt-Leiser, Holmrike (* 1943), deutsche Rhythmikerin
- Oesterhelweg, Frank (* 1961), deutscher Politiker (CDU), MdL
- Oesterhelweg, Maximilian (* 1990), deutscher FußballspielerMaximilian Oesterhelweg (* 1990)

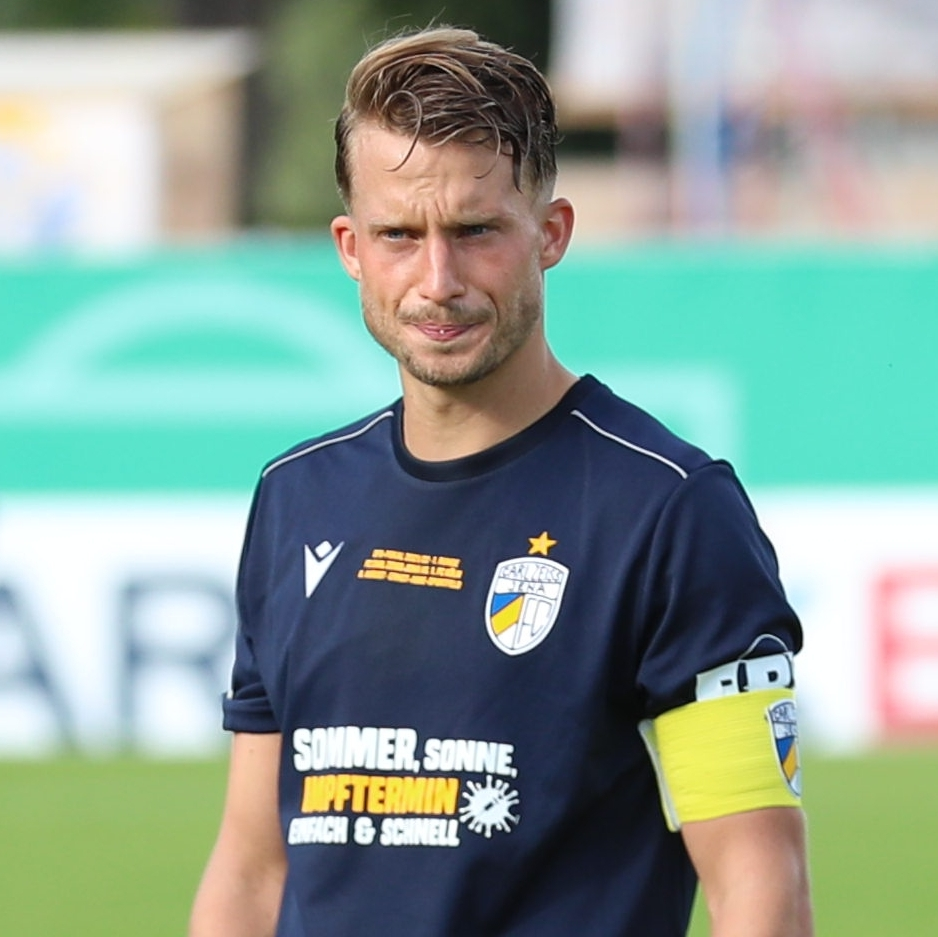
Maximilian Oesterhelweg (* 1990)

- Oesterhoff, Ferdinandus (1672–1748), Priester, Abt des Klosters Marienfeld, Weihbischof in Münster, Titularbischof von Agathonike
- Oesterle, Fritz (* 1952), deutscher Manager
- Oesterle, Günter (* 1941), deutscher Literatur- und Kulturwissenschaftler
- Oesterle, Jordan (* 1992), US-amerikanischer Eishockeyspieler
- Oesterle, Josef (1899–1959), deutscher Volkswirt und Politiker (BVP, CSU), MdB, MdEP
- Oesterlé, Joseph (* 1954), französischer Mathematiker
- Oesterle, Karl (1894–1965), deutscher Gewerkschafter und Politiker (SPD), MdL
- Oesterle, Kurt (* 1955), deutscher Journalist und Schriftsteller
- Oesterle, Leonhard (1915–2009), kanadischer Bildhauer
- Oesterle, Manfred (1928–2010), deutscher Maler, Grafiker, Karikaturist und Plastiker
- Oesterle, Michael (* 1968), kanadischer Komponist
- Oesterle, Michael-Jörg (* 1960), deutscher Ökonom
- Oesterle, Oskar (1903–1964), deutscher Polizeibeamter
- Oesterle, Uli (* 1966), deutscher Illustrator, Grafiker, Comiczeichner und -autor
- Oesterle-El Nabbout, Jenny Rahel (* 1978), deutsche Historikerin
- Oesterle-Schwerin, Jutta (* 1941), deutsche Politikerin (SPD, Bündnis 90/Die Grünen, Feministische Partei Die Frauen)
- Oesterlein, Christine (1924–2017), deutsche Schauspielerin und Hörspielsprecherin
- Oesterlein, Johann Christoph (1727–1792), deutscher Klavierbauer
- Oesterlein, Nikolaus (1841–1898), österreichischer Kanzleibeamter und Musikaliensammler
- Oesterlein, Willi (1909–1992), deutscher Politiker (CDU)
- Oesterlen, August (1819–1893), deutscher Rechtsanwalt und Politiker
- Oesterlen, Dieter (1911–1994), deutscher Architekt und HochschullehrerDieter Oesterlen (1911–1994)

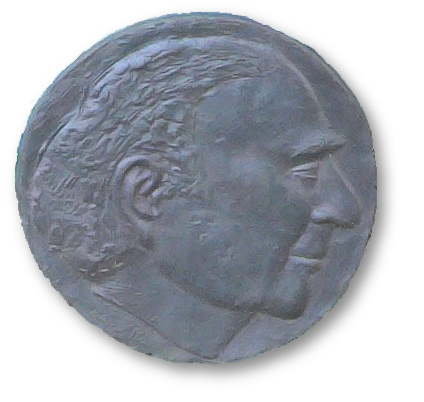
Dieter Oesterlen (1911–1994)

- Oesterlen, Friedrich (1812–1877), deutscher Arzt
- Oesterlen, Fritz (1874–1953), deutscher Ingenieur für Wasserturbinen und Rektor der Leibniz Universität Hannover (1925–1927)
- Oesterley, Carl junior (1839–1930), deutscher Maler
- Oesterley, Carl senior (1805–1891), deutscher Maler
- Oesterley, Ferdinand (1802–1858), deutscher Rechtswissenschaftler, Hochschullehrer und Politiker
- Oesterley, Friedrich von (1871–1944), deutscher Dressurreiter
- Oesterley, Georg Heinrich der Jüngere (1774–1847), deutscher Jurist, Privatdozent und Universitätsrat
- Oesterley, Georg von (1838–1929), preußischer General der Infanterie
- Oesterley, Hermann (1833–1891), deutscher Germanist, Musikwissenschaftler und Bibliothekar
- Oesterley, Marie (1842–1917), deutsche Malerin
- Oesterling, Joachim Abraham von (1724–1783), preußischer Landrat
- Oesterlink, Hans (1882–1972), deutscher Bankier
- Oestern, Hans-Jörg (1945–2025), deutscher Unfallchirurg und Hochschullehrer
- Oesterreich, Bettina von (* 1967), deutsche Managerin
- Oesterreich, Constantin von (* 1953), deutscher Bankmanager
- Oesterreich, Curt von (1880–1949), deutscher Offizier, zuletzt Generalleutnant der Wehrmacht
- Oesterreich, Detlef (1943–2016), deutscher Geisteswissenschaftler
- Oesterreich, Edmund von (1870–1946), deutscher Bankier und Geschäftsinhaber der Norddeutschen Bank
- Oesterreich, Franz (1621–1697), deutscher Maler und Kupferstecher
- Oesterreich, Hans Günther (1910–1990), deutscher Hörfunkmoderator
- Oesterreich, Helmut (* 1953), deutscher Gitarrist und Dirigent
- Oesterreich, Matthias (1716–1778), deutscher Maler des Rokoko
- Oesterreich, Peter Lothar (* 1954), deutscher Rhetoriker, Professor für Philosophie an der Augustana-Hochschule Neuendettelsau
- Oesterreich, Rolf (1949–2022), deutscher Leichtathlet
- Oesterreich, Rolf (* 1952), deutscher Eiskunstläufer
- Oesterreich, Ruth (1894–1943), deutsche kommunistische Widerstandskämpferin gegen den Nationalsozialismus
- Oesterreich, Traugott Konstantin (1880–1949), deutscher Religionsphilosoph und Psychologe
- Oesterreich, Walburga († 1961), US-amerikanische Hausfrau und Gattin eines wohlhabenden TextilfabrikantenWalburga Oesterreich († 1961)

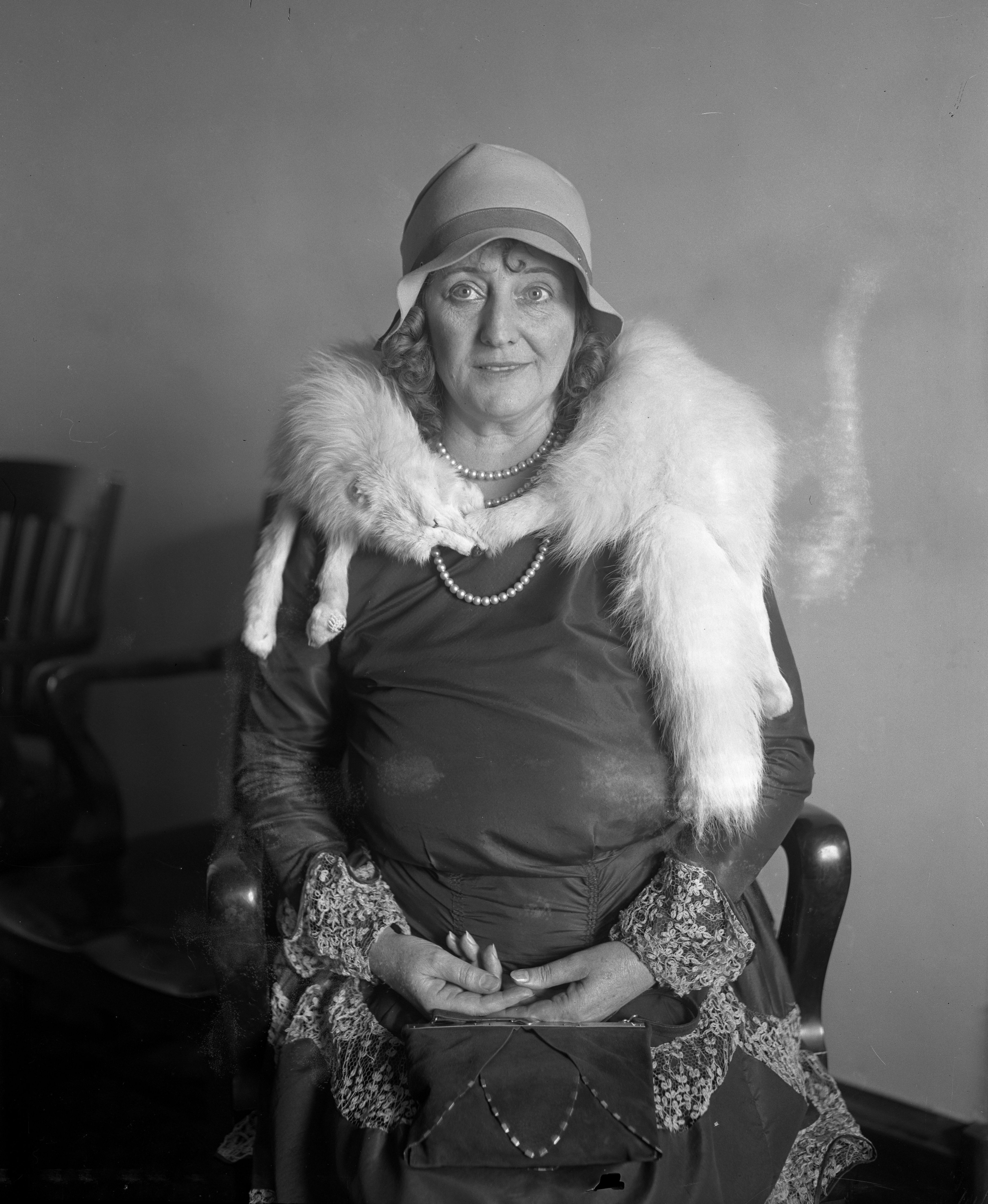
Walburga Oesterreich († 1961)

- Oesterreicher, Dominik († 1809), polnischer Maler und Hochschullehrer
- Oesterreicher, Hieronymus (1790–1854), österreichischer Ordensgeistlicher
- Oesterreicher, Johann Friedrich (1771–1835), Bischof von Eichstätt, Weihbischof in Bamberg, Titularbischof von Doryla
- Oesterreicher, Johann Heinrich (1802–1843), deutscher Anatom und Hochschullehrer
- Oesterreicher, Johannes (1904–1993), österreichischer katholischer Geistlicher
- Oesterreicher, Paul (1766–1839), deutscher Beamter, Archivar und Historiker
- Oesterreicher, Richard (1932–2023), österreichischer Dirigent und Jazzmusiker
- Oesterreicher, Tobias (1831–1893), österreichischer Marineoffizier
- Oesterreicher, Wulf (1942–2015), deutscher Romanist und Linguist
- Oesterwitz, Hermann (1856–1934), deutscher Buchhändler und Verleger
- Oestmann, Günther (* 1959), deutscher Wissenschaftshistoriker
- Oestmann, Heinz (1950–2018), deutscher Politiker (Die Grünen), MdHB
- Oestmann, Jörg-Wilhelm (* 1956), deutscher Radiologe
- Oestmann, Karl-Dieter (* 1934), deutscher Politiker (CDU), MdL
- Oestmann, Peter (* 1967), deutscher Rechtshistoriker und HochschullehrerPeter Oestmann (* 1967)

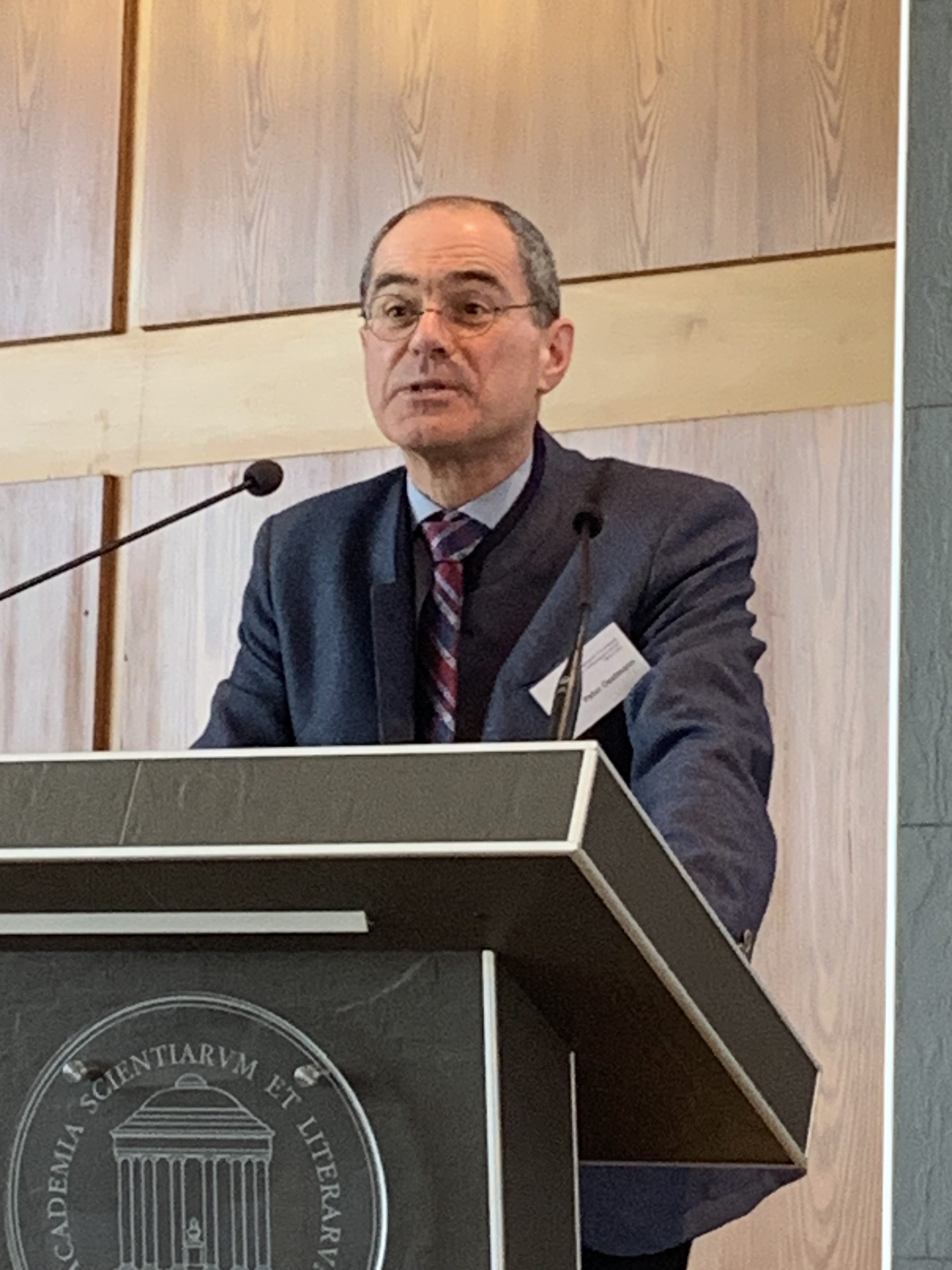
Peter Oestmann (* 1967)

- Oestreich, Adam Joseph († 1843), deutscher Orgelbauer
- Oestreich, Augustin (* 1807), deutscher Orgelbauer
- Oestreich, Axel (* 1954), deutscher Architekt und Hochschullehrer
- Oestreich, Bernhard (* 1949), deutscher adventistischer Theologe
- Oestreich, Carl (1800–1840), deutscher Hornist und Komponist
- Oestreich, Damian (1843–1913), US-amerikanischer Orgelbauer und Tischler deutscher Herkunft
- Oestreich, Elisabeth (1909–1994), deutsche Mittelstreckenläuferin
- Oestreich, Gabriele (* 1961), deutsche Fotografin
- Oestreich, Gerhard (1910–1978), deutscher Historiker
- Oestreich, Heinrich (1904–1970), deutscher Politiker (CDU), MdL
- Oestreich, Johann (1750–1833), deutscher Unternehmer und Förderer des Schulwesens
- Oestreich, Johann Adam (1776–1865), deutscher Orgelbauer
- Oestreich, Johann Georg (1770–1858), deutscher Orgelbauer
- Oestreich, Johann-Markus (1738–1833), deutscher Orgelbauer
- Oestreich, Markus (* 1963), deutscher Automobilrennfahrer
- Oestreich, Martin (* 1971), deutscher Chemiker und Hochschullehrer
- Oestreich, Maurus (1836–1912), US-amerikanischer Orgelbauer deutscher Herkunft
- Oestreich, Maximilian (* 1834), deutsch-amerikanischer Orgelbauer, Schreiner, Zimmerer
- Oestreich, Michael (1802–1838), deutscher Orgelbauer
- Oestreich, Paul (* 1876), deutscher Journalist und Politiker (DNVP), MdL
- Oestreich, Paul (1878–1959), deutscher Pädagoge
- Oestreich, Rudolf (1878–1963), deutscher Anarchist
- Oestreich, Werner (1905–1949), deutscher Politiker (KPD, SED) und Gewerkschaftsfunktionär (FDGB)
- Oestreicher, Annemarie (1875–1945), sozialdemokratische Politikerin
- Oestreicher, Christine (* 1940), britische Filmproduzentin und Regisseurin
- Oestreicher, Dan (* 1982), US-amerikanischer Jazzmusiker (Saxophone, Komposition)
- Oestreicher, Ernst (1914–2009), deutscher Jurist
- Oestreicher, Johann Karl (1925–2018), deutscher Jurist und Richter am Bundessozialgericht
- Oestreicher, Lisbeth (1902–1989), österreichisch-niederländische Textilkünstlerin
- Oestreicher, Paul (* 1931), anglikanischer Pfarrer
- Oestrich, Hermann (1903–1973), deutsch-französischer Ingenieur

### Oet
- Oeter, Stefan (* 1958), deutscher Rechtswissenschaftler
- Oeters, Franz (1928–2021), deutscher Metallurge
- Oetgens van Waveren, Antonie (1585–1658), Bürgermeister von Amsterdam und Diplomat
- Oetgens, Frans Hendricksz (1558–1625), Bürgermeister von Amsterdam
- Oetiker, Edwin (1887–1952), Schweizer Konstrukteur und Fabrikant
- Oetiker, Julius (1877–1956), Schweizer Jurist und Staatsbeamter
- Oetinger, Bolko von (* 1943), deutscher Politikwissenschaftler
- Oetinger, Eugen von (1826–1915), preußischer Generalleutnant
- Oetinger, Ferdinand Christoph (1719–1772), deutscher Arzt, Hochschullehrer der Medizin in Tübingen, Rat und Leibarzt sowie Rektor der Universität Tübingen
- Oetinger, Friedrich (1907–1986), deutscher Verleger
- Oetinger, Friedrich Christoph (1702–1782), deutscher Theologe und PietistFriedrich Christoph Oetinger (1702–1782)

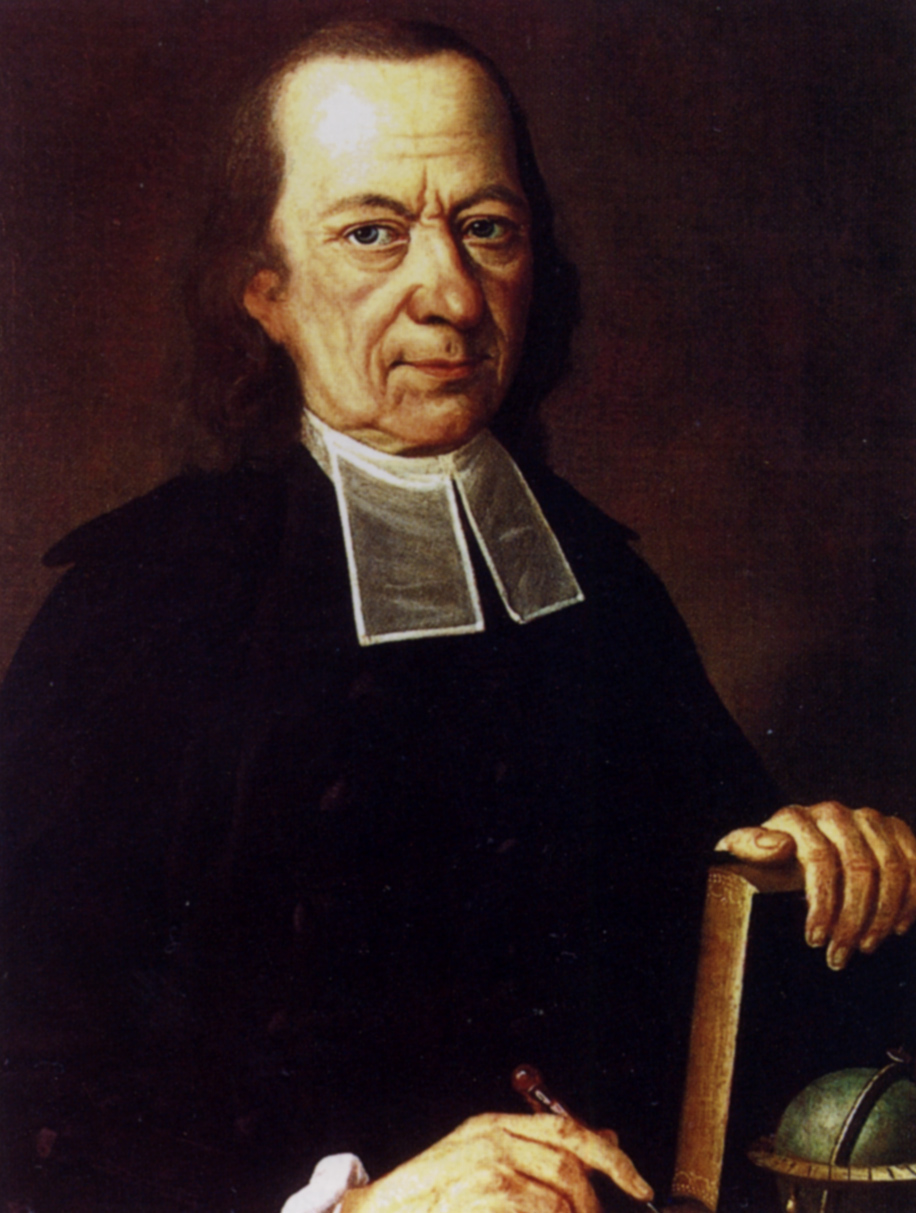
Friedrich Christoph Oetinger (1702–1782)

- Oetinger, Günther von (1821–1881), preußischer Generalmajor
- Oetinger, Heidi (1908–2009), deutsche Verlegerin
- Oetinger, Horst von (1857–1928), preußischer General der Infanterie
- Oetinger, Rudolf von (1830–1920), preußischer Generalleutnant
- Oetjen, Jan (* 1972), deutscher Ökonom und Manager
- Oetjen, Jan-Christoph (* 1978), deutscher Politiker (FDP), MdL
- Oetke, Claus (1947–2019), deutscher Indologe
- Oetke, Oliver (* 1968), deutscher Volleyballspieler
- Oetken, August (1868–1951), deutscher Maler des Historismus und Mosaikkünstler
- Oetken, Friedrich Gerhard (1850–1922), oldenburgischer Landwirt, Funktionär, MdL
- Oetken, Gert (1932–2016), deutscher Zahnarzt und Gründer der Schutzstation Wattenmeer
- Oetken, Johann Ludolph von (1653–1725), oldenburgischer Kanzleidirektor
- Oetken, Marco (* 1967), deutscher Chemiedidaktiker und Hochschullehrer
- Oetker, Alexander (* 1982), deutscher Fernsehjournalist und SchriftstellerAlexander Oetker (* 1982)

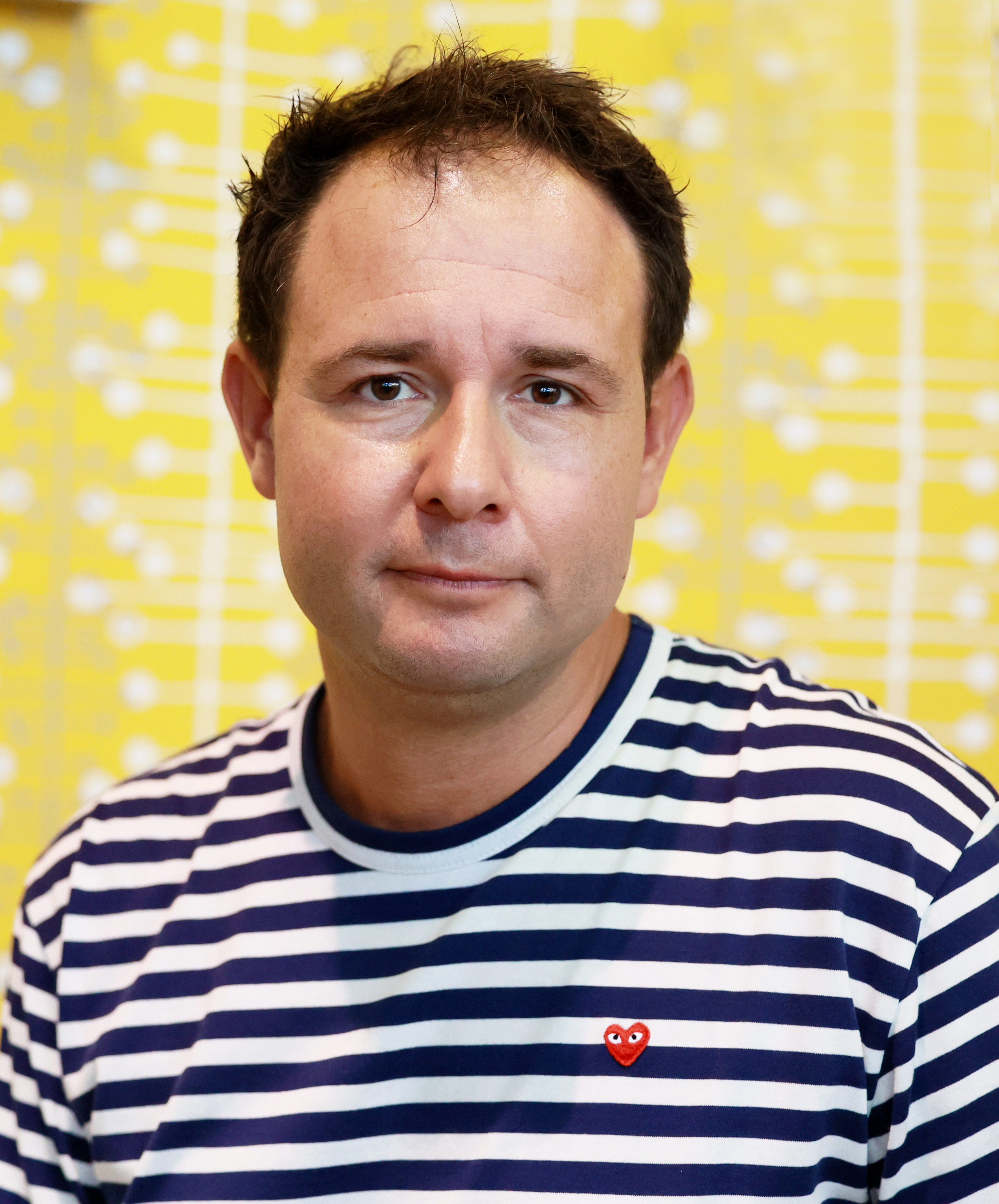
Alexander Oetker (* 1982)

- Oetker, Alfred (* 1967), deutscher Unternehmer
- Oetker, Arend (* 1939), deutscher Unternehmer
- Oetker, August (1862–1918), deutscher Erfinder und Unternehmer
- Oetker, August (* 1944), deutscher Unternehmer
- Oetker, Brigitte, deutsche Kunsthistorikerin und Hochschullehrerin
- Oetker, Carl (1822–1893), deutscher Jurist und Politiker (NLP), MdR
- Oetker, Christian (1845–1931), Mitglied des Provinziallandtages der Provinz Hessen-Nassau
- Oetker, Ferdinand (* 1972), deutscher Unternehmer
- Oetker, Friederich (* 1982), deutscher Filmproduzent und Autor
- Oetker, Friedrich (1809–1881), deutscher Jurist, Publizist und Politiker (NLP), MdR
- Oetker, Friedrich (1854–1937), deutscher Rechtswissenschaftler und Strafrechtslehrer
- Oetker, Hartmut (* 1959), deutscher Jurist und Professor
- Oetker, Julia (* 1979), deutsche Unternehmerin
- Oetker, Karoline Friederike (1867–1945), deutsche Unternehmerin
- Oetker, Richard (* 1951), deutscher Unternehmer und Entführungsopfer
- Oetker, Rudolf (1889–1916), deutscher Unternehmer
- Oetker, Rudolf-August (1916–2007), deutscher UnternehmerRudolf-August Oetker (1916–2007)

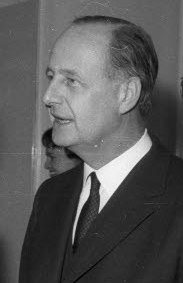
Rudolf-August Oetker (1916–2007)

- Oetker, Ursula (1915–2005), deutsche Unternehmerin
- Oetomo, Dede (* 1953), indonesischer Sozialwissenschaftler, AIDS-Aktivist und Schwulenaktivist
- Oette, Heinzgeorg (* 1946), deutscher Journalist und Autor
- Oette, Kurt (1927–2022), deutscher Mediziner und Hochschullehrer
- Oettel, Andreas (* 1964), deutscher Klassischer Archäologe
- Oettel, Andreas (* 1974), deutscher Basketballfunktionär
- Oettel, Günter, deutscher Skispringer
- Oettel, Gunter (* 1957), deutscher Verleger, Autor und Archäologe
- Oettel, Heinz (1903–1980), deutscher Pharmakologe und Hochschullehrer
- Oettel, Johann Paul (1699–1771), deutscher Lehrer und Chronist
- Oettel, Laura (* 1993), deutsche Synchronsprecherin und Musikerin
- Oettel, Otto (1878–1961), deutscher Bildhauer, Maler und Grafiker
- Oettel, Robert (1798–1884), deutscher Kaufmann, Stadtverordneter und Begründer der deutschen Rassegeflügelzucht
- Oettel, Wilfried (* 1939), deutscher Politiker (CDU)
- Oettel, Wilhelm Christian (1744–1829), deutscher Geistlicher und Pädagoge
- Oettelt, Karl Christoph (1727–1802), deutscher Forstmann und Mathematiker
- Oetter, Bernd (* 1937), deutscher Jurist und Diplomat
- Oetter, Friedrich Wilhelm (1754–1824), deutscher evangelischer Pfarrer und Lokalhistoriker
- Oetter, Roland (1949–1985), deutscher Gitarrenbauer
- Oetter, Samuel Wilhelm (1720–1792), deutscher Heraldiker und Hofpfalzgraf
- Oetterli, Erich (* 1958), Schweizer Bildhauer und Restaurator
- Oettermann, Niclas, deutscher Opern- und Konzertsänger (Tenor), Bühnenautor, Songwriter und Komponist
- Oettermann, Stephan (* 1949), deutscher Literaturwissenschaftler, Kulturhistoriker, Ausstellungsmacher und Publizist
- Oetting, Andreas (* 1969), deutscher Bauingenieur und Hochschullehrer
- Oetting, Dirk W. (1938–2020), deutscher Jurist, Offizier (Brigadegeneral) und Publizist
- Oetting, Hermann (* 1937), deutscher Ingenieur und Politiker (SPD), MdB
- Oettingen, Alexander von (1827–1905), deutschbaltischer lutherischer Theologe
- Oettingen, Arthur von (1836–1920), deutsch-baltischer Physiker und Musiktheoretiker
- Oettingen, Burchard von (1850–1923), deutsch-baltischer Pferdezüchter, preußischer Oberlandstallmeister
- Oettingen, Gabriele (* 1953), deutsche Biologin, Professorin für Psychologie
- Oettingen, Georg von (1824–1916), deutsch-baltischer Mediziner
- Oettingen, Hans von (1919–1983), deutscher Schriftsteller
- Oettingen, Hélène (1886–1950), französische Malerin und Schriftstellerin
- Oettingen, Herbert von (1878–1946), deutscher evangelisch-lutherischer Geistlicher
- Oettingen, Karl Wolfgang von (1474–1549), Graf von Oettingen
- Oettingen, Oscar von (* 2003), deutsch-dänischer Handballspieler
- Oettingen, Sabine von (* 1962), deutsche Künstlerin, Kostüm- und Bühnenbildnerin und Modedesignerin
- Oettingen, Wolfgang von (1859–1943), deutscher Kunst- und Literaturhistoriker
- Oettingen-Baldern, Maria Magdalena von (1619–1688), zweite Frau des Markgrafen Wilhelm von Baden
- Oettingen-Oettingen, Gottfried von (1554–1622), Graf zu Oettingen-Oettingen
- Oettingen-Oettingen, Joachim Ernst von (1612–1659), Graf zu Oettingen-Oettingen
- Oettingen-Spielberg, Alois III. zu (1788–1855), deutscher Standesherr
- Oettingen-Spielberg, Johann Aloys I. zu (1707–1780), deutscher Fürst
- Oettingen-Spielberg, Maria Anna zu (1693–1729), Fürstin von Liechtenstein
- Oettingen-Spielberg, Otto zu (1815–1882), deutscher Standesherr
- Oettingen-Wallerstein, Eugen Fürst zu (1885–1969), deutscher Politiker (Bayernpartei), MdB
- Oettingen-Wallerstein, Philipp Karl von (1759–1826), kaiserlich österreichischer Staatsmann, Reichshofratspräsident, Ritter des Ordens vom Goldenen Vlies
- Oettinger, Eduard Maria (1808–1872), deutscher Journalist, Schriftsteller und Bibliograph
- Oettinger, Günther (* 1953), deutscher Politiker (CDU), MdL, Ministerpräsident des Landes Baden-Württemberg, EU-KommissarGünther Oettinger (* 1953)

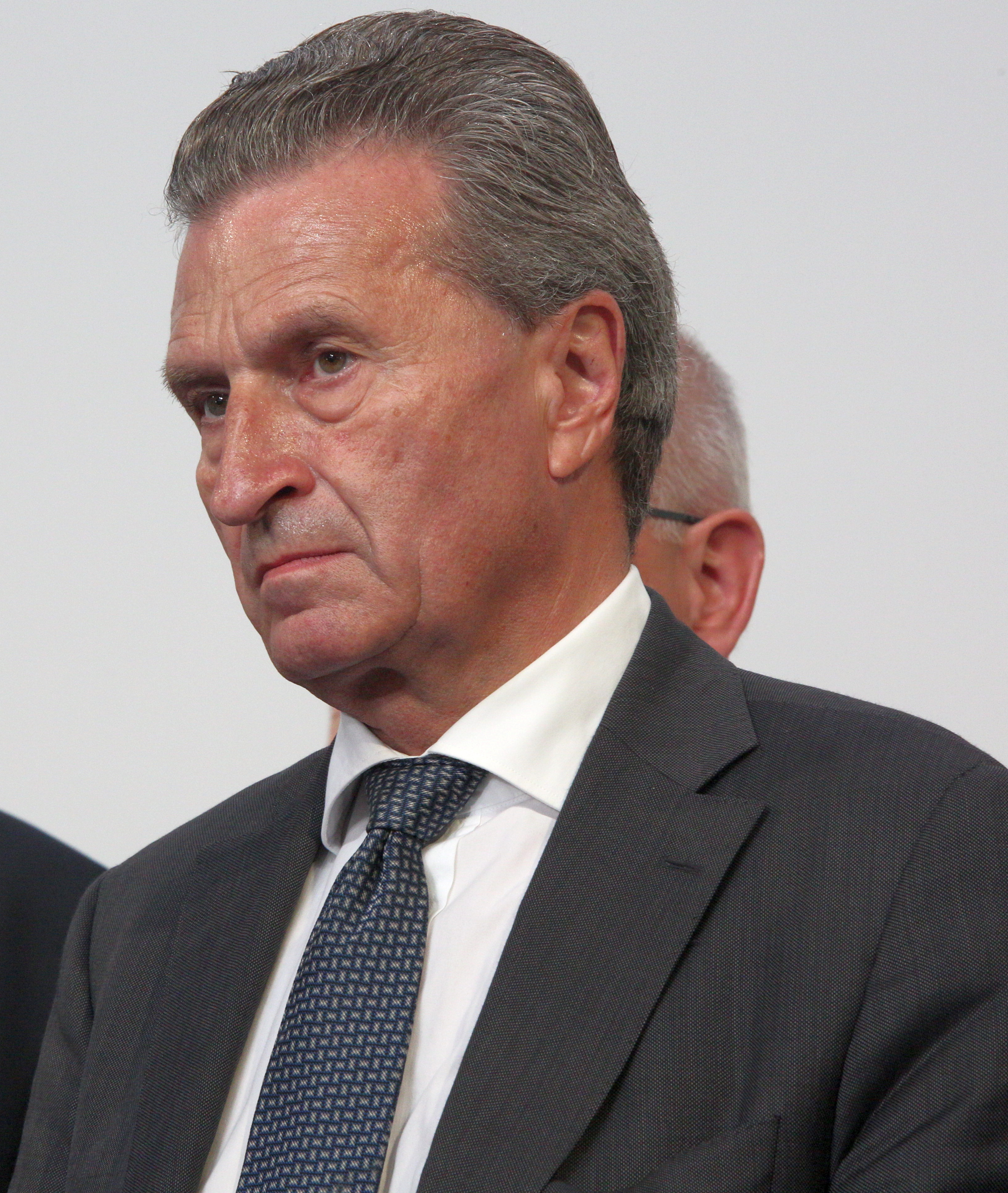
Günther Oettinger (* 1953)

- Oettinger, Jacob Joseph (1780–1860), Pädagoge und Rabbinatsassessor von Berlin
- Oettinger, Jake (* 1998), US-amerikanischer Eishockeytorwart
- Oettinger, Johannes (1577–1633), deutscher Geograf, Kartograf und Geodät
- Oettinger, Karl (1868–1930), österreichischer Chemiker und Hochschullehrer
- Oettinger, Karl (1906–1979), österreichischer Kunsthistoriker
- Oettinger, Klaus (* 1937), deutscher Germanist und Literaturhistoriker
- Oettinger, Kurt (1877–1942), deutscher Richter
- Oettinger, Ludwig (1797–1869), deutscher Mathematiker und Hochschullehrer
- Oettinger, Michael (* 1979), deutscher Chefkoch
- Oettinger, Norbert (* 1949), deutscher Indogermanist
- Oettinger, Paul (1848–1934), deutscher Berufssoldat und Militärschriftsteller
- Oettinger, Shaul (* 1922), deutsch-israelischer Schriftsteller
- Oettinger-Burckhardt, Gertrud (1890–1974), Schweizer Malerin und Kunsthandwerkerin
- Oettinghaus, Saskia (* 1998), deutsche Wasserspringerin
- Oettinghaus, Walter (1883–1950), deutscher Politiker (SPD, USPD), MdR und Gewerkschafter
- Oettl Reyes, Manfred (* 1993), deutsch-peruanischer Skirennläufer
- Oettl Reyes, Ornella (* 1991), deutsch-peruanische Skirennläuferin
- Oettl, Georg von (1794–1866), Bischof von EichstättGeorg von Oettl (1794–1866)

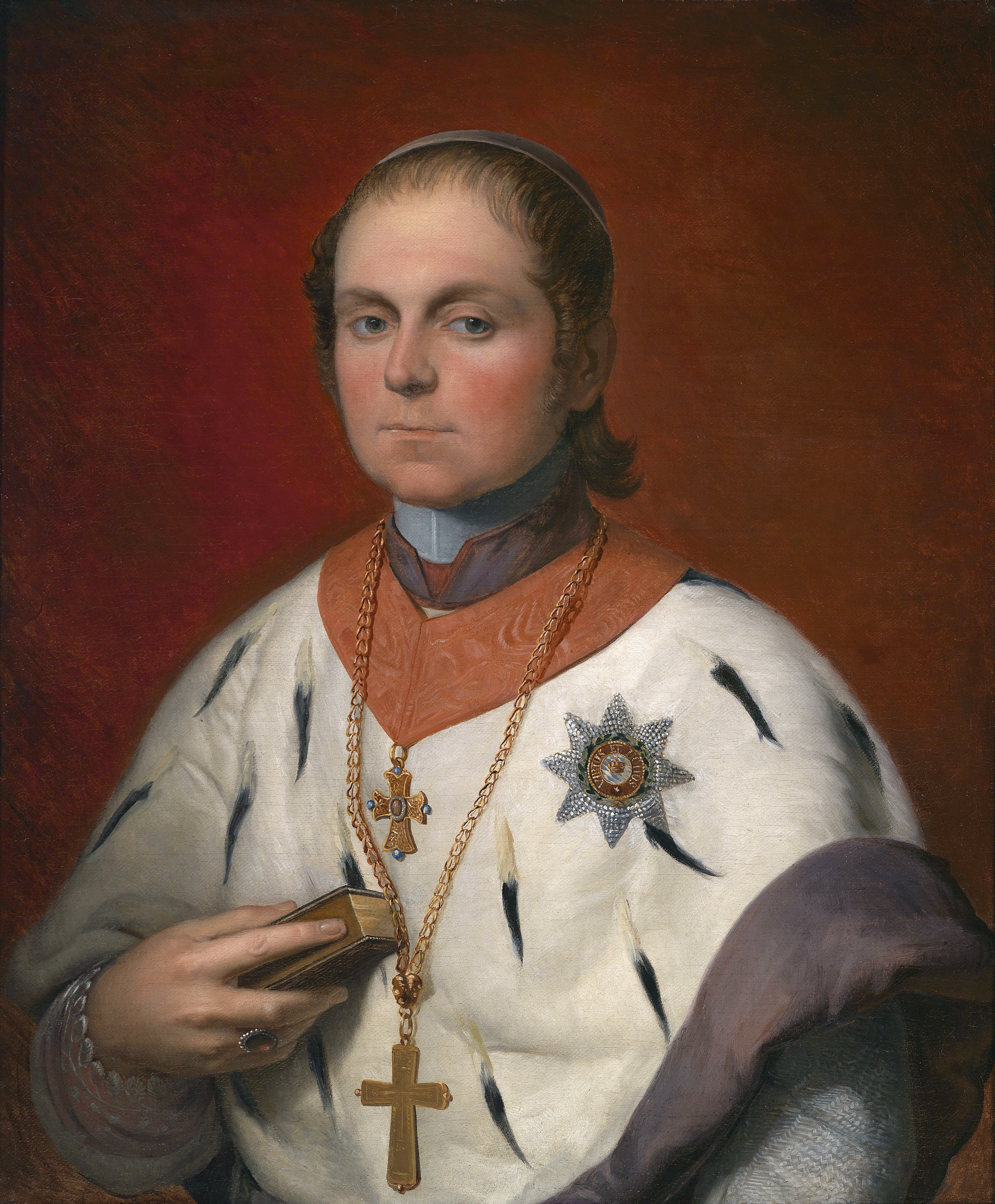
Georg von Oettl (1794–1866)

- Oettl, Hermann (1932–2006), österreichischer Orgelbauer
- Oettl, Quirin (* 1999), deutscher Nachwuchsschauspieler
- Oettl, Yannik (* 1996), deutscher Fußballtorhüter
- Oettle, Cornelius (* 1991), deutscher Satiriker, Journalist und Autor
- Oettle, Karl (1926–2009), deutscher Wirtschaftswissenschaftler
- Oettler, Horst (1923–2007), deutscher Fußballspieler
- Oettli, Mascha (1908–1997), Schweizer Argonomin, Gewerkschafterin, Sozialistin und Frauenrechtlerin
- Oettli, Max (1879–1965), schweizerischer Pädagoge
- Oettli, Max (* 1948), Schweizer Fussballspieler und -trainer
- Oettli, Paul (1872–1952), Schweizer Sprachwissenschaftler und Hochschulrektor
- Oettli, Samuel (1846–1911), Schweizer evangelischer Geistlicher und Hochschullehrer
- Oettli, Theodor (* 1884), deutscher Psychiater, Kurarzt und Sachbuchautor
- Oettli-Porta, Max (1903–1985), Schweizer Botaniker, Lehrer und Geograph
- Oettner, Andreas Philipp (1735–1792), deutscher Porzellanmaler
- Oettrich, Jens (* 1968), deutscher Musiker, Songwriter und Musikproduzent
- Oetz, Joscha (* 1971), deutscher Jazzmusiker (Kontrabass, E-Bass, Sampling) und Komponist
- Oetzel, Daniel (* 1988), deutscher Politiker (FDP)
- Oetzel, Richard (1901–1985), deutscher Ingenieur, Unternehmer und Politiker (CDU), MdB
- Oetzinger, Franz Xaver (* 1888), deutscher Landrat
- Oetzinger, Stephan (* 1984), deutscher Politiker (CSU), MdL
- Oetzmann, Jobst (* 1961), deutscher Filmregisseur und Drehbuchautor

### Oev
- Oever, Albarta ten (1772–1854), niederländische Malerin und Zeichnerin
- Oever, Egbert van ’t (1927–2001), niederländischer Eisschnellläufer
- Oever, Hendrick ten (1639–1716), niederländischer Maler
- Oevermann, Heike (* 1970), deutsche Denkmalpflegerin
- Oevermann, Luise (* 1988), deutsche Schauspielerin und Synchronsprecherin
- Oevermann, Michael (* 1954), deutscher Fußballspieler
- Oevermann, Ulrich (1940–2021), deutscher Soziologe, Begründer der objektiven Hermeneutik
- Oevermann, Ulrich (* 1956), deutscher Fußballspieler
- Oeveste, Johann Heinrich zur (1801–1878), deutscher Bauernsohn und Auswanderer

### Oex
- Oexle, Franz (1922–2018), deutscher Journalist und Buchautor
- Oexle, Gustav Robert (1889–1945), deutscher Politiker (NSDAP), MdR
- Oexle, Johann Georg (1605–1675), kurfürstlich bairischer Geheimer Ratskanzler
- Oexle, Judith (* 1956), deutsche Mittelalterarchäologin
- Oexle, Otto Gerhard (1939–2016), deutscher HistorikerOtto Gerhard Oexle (1939–2016)

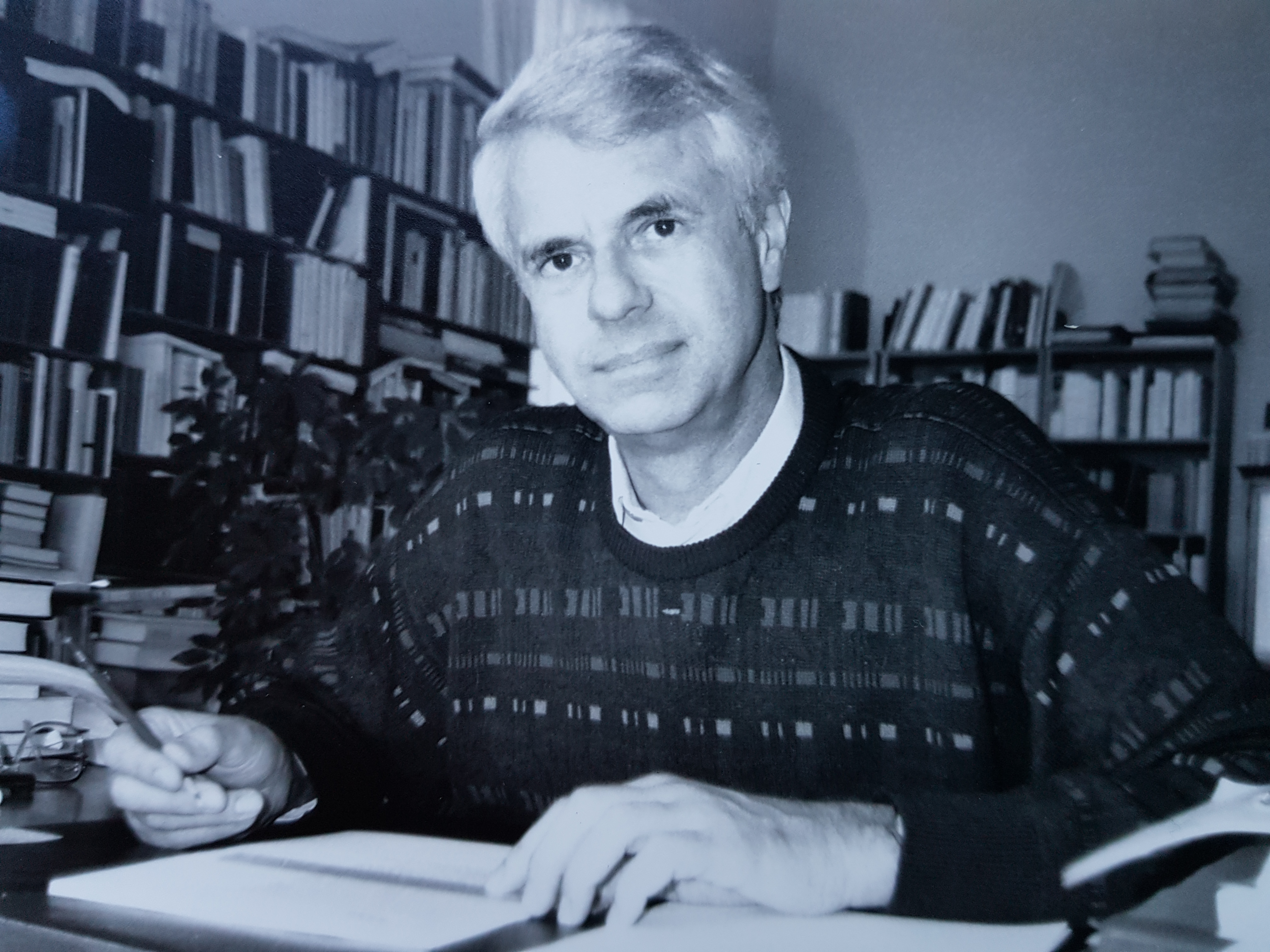
Otto Gerhard Oexle (1939–2016)

### Oey
- Oeyen, Christian (* 1934), deutscher alt-katholischer Theologe
- Oeyen, Johanna Cornelia von (* 1740), Äbtissin
- Oeyen, Maria Anna von (1737–1813), Äbtissin
- Oeyen, Theresia Irmgard Sibilla von (1696–1779), Äbtissin
- Oeynhausen, Adolf von (1877–1953), deutscher Regierungsbeamter und SS-Führer
- Oeynhausen, Börries von (1836–1896), preußischer Offizier und Landrat des Kreises Büren (1875–1895)
- Oeynhausen, Daniela (* 1972), deutsche Politikerin (AfD), MdL
- Oeynhausen, Friedrich von (1801–1875), hannoverscher Offizier, sowie mecklenburgischer Gutsbesitzer und Politiker
- Oeynhausen, Georg Ludwig von (1734–1811), kurfürstlich braunschweig-lüneburgischer Generalleutnant und Chef eines Dragoner-Regiments
- Oeynhausen, Johann Georg Moritz von (1697–1764), k.k. Generalfeldwachtmeister und Komtur des Deutschordens der Ballei Sachsen
- Oeynhausen, Julius von (1843–1886), preußischer Heraldiker, Genealoge und Kämmerer
- Oeynhausen, Karl von (1795–1865), preußischer Berghauptmann

### Oez
- Oezaslan, Mehtap, Elektrochemikerin und Hochschullehrerin
- Oezsevim, Bernd (* 1980), deutscher Jazzmusiker (Schlagzeug)